# Pontebba
Pontebba (Pontêbe in friulano standard, Pontafel in tedesco, Ponteba in sloveno, Ponteibe nel dialetto locale) è un comune italiano di 1 304 abitanti del Friuli-Venezia Giulia.

## Geografia fisica

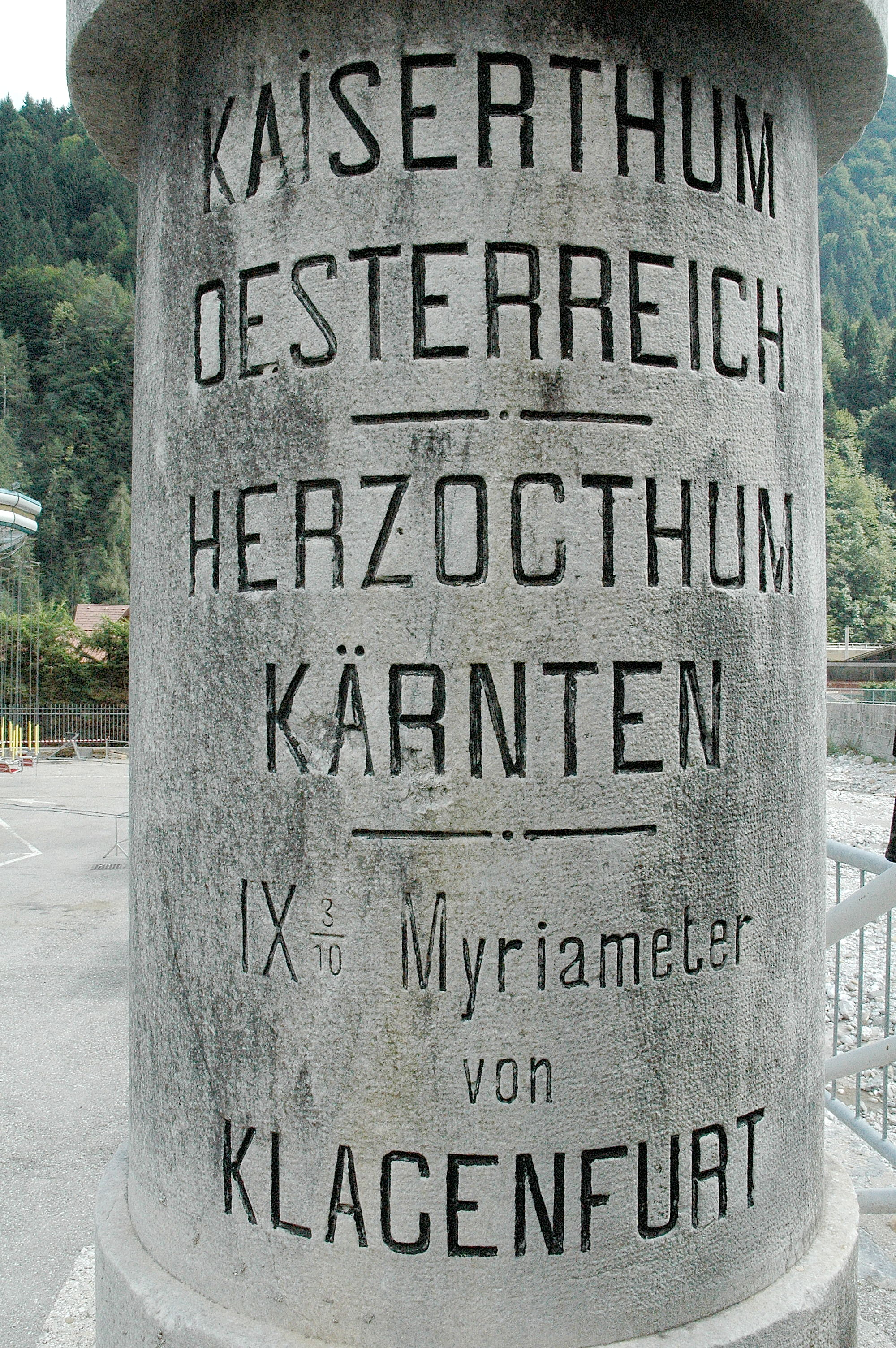
Antica pietra di confine recante l'iscrizione "Impero d'Austria - Ducato di Carinzia - 9 3/10 miriametri da Klagenfurt"

Il territorio del comune è interamente compreso nel Canal del Ferro al confine a est con la Val Canale, in una zona di confine tra Alpi Carniche e Alpi Giulie con il confine tra l'Austria e l'Italia a nord. È collegato:
- all'Austria (Hermagor-Pressegger See) a nord tramite il Passo di Pramollo lungo il confine italo-austriaco, nei pressi del quale sono localizzati l'omonimo Lago di Pramollo ed il comprensorio sciistico italo-austriaco di Nassfeld-Pramollo
- con il territorio del comune Moggio Udinese (Val d'Aupa) attraverso la sella di Chiareschiatis.
- con il territorio del comune di Dogna attraverso il Canal del Ferro
- con il territorio del comune di Malborghetto Valbruna attraverso la Val Canale
- con quello carnico di Paularo attraverso il Passo del Cason di Lanza, lungo la Val Pontebbana e la Val di Lanza.

L'abitato principale è attraversato dal torrente Pontebbana, che fino al 1919 segnava il confine italo-austriaco, dividendo il paese in due comuni: Pontebba (Italia-Provincia del Friuli) e Pontafel (Austria Ungheria-Carinzia). Tale antico confine, risalente all'epoca veneziana, ha costituito per secoli una barriera non solo politica, ma anche culturale tra la Val Canale (di lingua slovena e tedesca) e le altre valli friulane. Il torrente confluisce poi nel fiume Fella che costeggia il paese scendendo dalla Val Canale.

### Origini del nome
La genesi del nome di Pontebba non è del tutto chiara: alcuni sostengono che derivi dall'etimo pons aquae, pons viae o pontem viae, ossia una derivazione dal ponte. Altri, invece, ritengono che il nome provenga dal torrente Pontebbana, che vanta indubbiamente una primogenitura rispetto al ponte; da rilevare, inoltre, che in antico giustamente si scriveva la Ponteba, genere femminile in netto contrasto, quindi, con il maschile ponte. Certo è che il torrente segnava da sempre il confine e il paese, il primo nucleo abitativo è sorto conseguentemente al torrente, alle sue acque-confine. Per analogia storica un'ipotesi, riguardante Pontafel, farebbe pensare a un Pons Fellae poiché l'abitato lambisce il fiume Fella e, quindi, immediato il riferimento (sempre come ipotesi) alla provenienza del nome Ponteba dal torrente oppure Ponteba ossia dall'etimo pons aquae, quale nome del ponte sulla Pontebbana.
Il valore delle interpretazioni sulle genesi del nome devono altresì tener conto anche delle influenze linguistiche conseguenti agli influssi delle infiltrazioni migratorie, soprattutto slave, che si sono sommate nei secoli e che tardivamente compaiono nelle citazioni storiche. L'evoluzione del nome nei secoli parte solamente dopo l'anno Mille: il testamento del conte Cacellino cita nel 1084 Poltabia, un documento del 1324 Poltajbam (chiaro riferimento in questo caso al centro abitato), dal 1333 al 1396 s'identificano i nomi di Polteyba, Ponteba o Poltabia e Pontaiba, in altro documento del 1408 Pontebia. In lingua friulana il toponimo è indicato come Pontèibe (il più usato), Pontèbe e raramente Poltèbe o Puintèibe.

## Storia

### Patriarcato
Dopo la scomparsa dell'Impero romano, nel corso dei secoli il territorio di Pontebba subì importanti dominazioni, politiche e religiose, che ne determinarono l'aspetto culturale.
Il patriarcato di Aquileia dominò il territorio dal 737 al 1420 e tra le pertinenze dell'abbazia di Moggio Udinese dal 1119 al 1773.
Le cronache riportano l'esistenza di una piccola chiesetta a Pontebba nel 1104, poi nel 1106 inizia la costruzione della chiesa di santa Geltrude a San Leopoldo.Il 10 agosto 1342 il patriarca Bertrando con un diploma istituiva il mercato "publico, libero et generale" in occasione della festa della Natività della Vergine l'8 settembre. Il 22 maggio 1362 il capitano di Venzone invadeva la Villa de Ponteba incendiando le case e facendo prigionieri; la costruzione della chiesa di Pontafel è del 1368.
Il 10 settembre 1442 il Camerata Ser M. q. P. Tarondini si adoperò per la ricostruzione della chiesa parrocchiale e del campanile; nel 1478 il paese fu interessato dalle incursioni turche del Friuli.
Nicolò Cocetto (Cozèt) nel 1489 fu il primo gastaldo (sindaco) di Pontebba.

### La Repubblica di Venezia
La Repubblica di Venezia diede un'impronta alla storia di Pontebba, dal 1420 fino all'invasione francese nel 1797, quando le truppe di Napoleone comandate dal generale Andrea Massena risalirono il Canal del Ferro e la Val Canale saccheggiando Pontebba e respingendo l'esercito del Sacro Romano Impero. Il 17 ottobre 1797, con il trattato di Campoformido, la Val Canale è assegnata all'Austria e il confine è stabilito sul torrente Pontebbana, tra Pontebba e Pontafel.
In quel periodo Pontebba conosce un primo sviluppo economico e demografico, nonostante diversi eventi negativi come guerre, terremoti e invasioni. 

### Età moderna
Alla fine del XVIII secolo, a seguito di ricorrenti inondazioni che distrussero tra il 1747 e il 1769 buona parte dell'abitato di Pontebba, furono eseguite importanti opere pubbliche tra cui la costruzione di opere di canalizzazione (note come belle roste) del rio Pontebbana volute dal luogotenente della Repubblica di Venezia Girolamo Civrano e realizzate tra il 1624 e il 1626.
A seguito di questi lavori venne alla luce una lapide romana con un'iscrizione ancora leggibile, conservata dal 1876 presso il Museo civico di Udine.

### Simboli

Il gonfalone comunale

Il Regio Commissario distrettuale di Moggio, il 12 febbraio 1877, accompagnava all'autorità governativa il timbro della giunta municipale di Pontebba con la seguente nota: «Lo stemma è rappresentato da un mezzo ponte ad arcate di muratura, ed accenna al confine fra i domini della Veneta Repubblica e gli stati imperiali. Riscontrasi nelle vecchie pergamene, e più visibilmente nell'arma sovrapposta al portone della casa comunale è scolpita nella chiave dell'arco.»
Nel 1928-1930 su uno stampato d'ufficio del comune si legge: «Scudo sannitico al ponte di due archi interrotto, sormontato di due torri, una cimata del leone veneto, l'altra cimata dalla bandiera, posta su una riviera, accompagnate in capo da una cometa posta in sbarra.»
Lo stemma è stato ufficialmente riconosciuto con Decreto del Capo del Governo del 13 novembre 1934 e blasonato:
Il gonfalone è un drappo di rosso.

## Monumenti e luoghi d'interesse

### Architetture civili

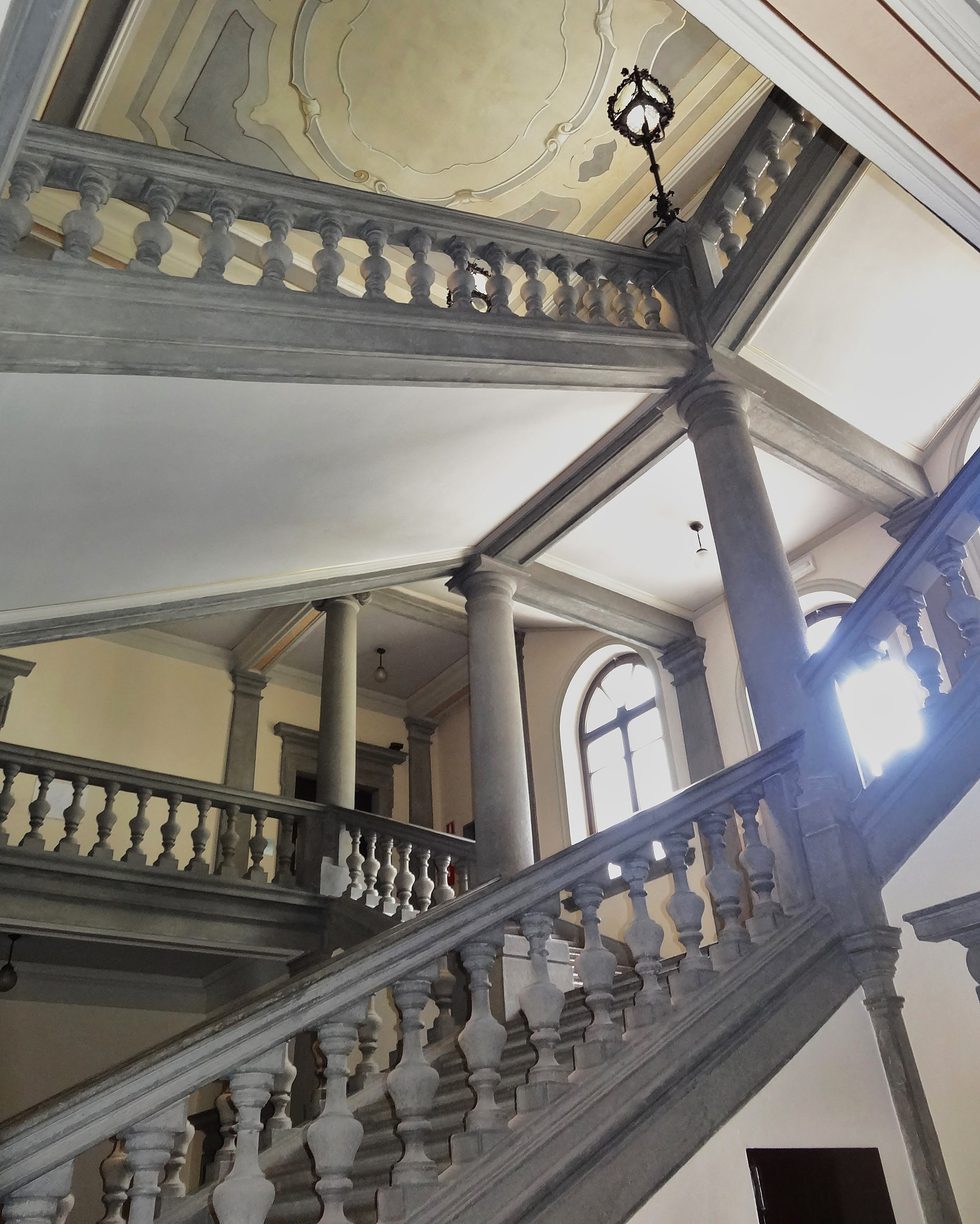
Palazzo municipale, lo Scalone dell'onore

Il Palazzo municipale, edificato nel 1923 per opera dell'architetto Provino Valle, sorge sulla piazza principale di Pontebba. Il Comune acquistò l’intera area in piazza Garibaldi, dove sorgeva un grande albergo internazionale di proprietà delle sorelle Englaro, distrutto dai bombardamenti durante la prima guerra mondiale, per costruirvi il nuovo Palazzo Municipale. Gli uffici del vecchio municipio erano ubicati in Via Roma, dove attualmente si trovano la Macelleria e Fioreria, luogo del tutto inadeguato all'esigenza di un nuovo grande comune.
I lavori iniziarono il 9 aprile 1923 e la posa della prima pietra, in forma molto semplice, ebbe luogo il 1º maggio. Il Leone in pietra della Serenissima Repubblica Veneta del XVI secolo, rinvenuto nello sterro della stessa piazza Garibaldi, fu immurato “per volere del popolo” sulla balaustra della facciata centrale del Municipio.
Gli splendidi lavori di ferro battuto sono stati eseguiti dalle Officine Meccaniche Magro & Mencacci di Udine, il prof. Antonio Morocutti, insegnante per 40 anni all’Istituto d’Arte di Venezia, ha eseguito gli affreschi di tutte le stanze, del teatro, della Sala Consigliare, dove la grande tela rappresentante l’esodo, la distruzione e la ricostruzione di Pontebba, è considerato uno dei suoi migliori capolavori.
I lavori del nuovo Palazzo Municipale furono ultimati il 18 giugno 1924. L’inaugurazione avvenne in forma semplice con la sola benedizione dei locali da parte del Pievano don Boria.

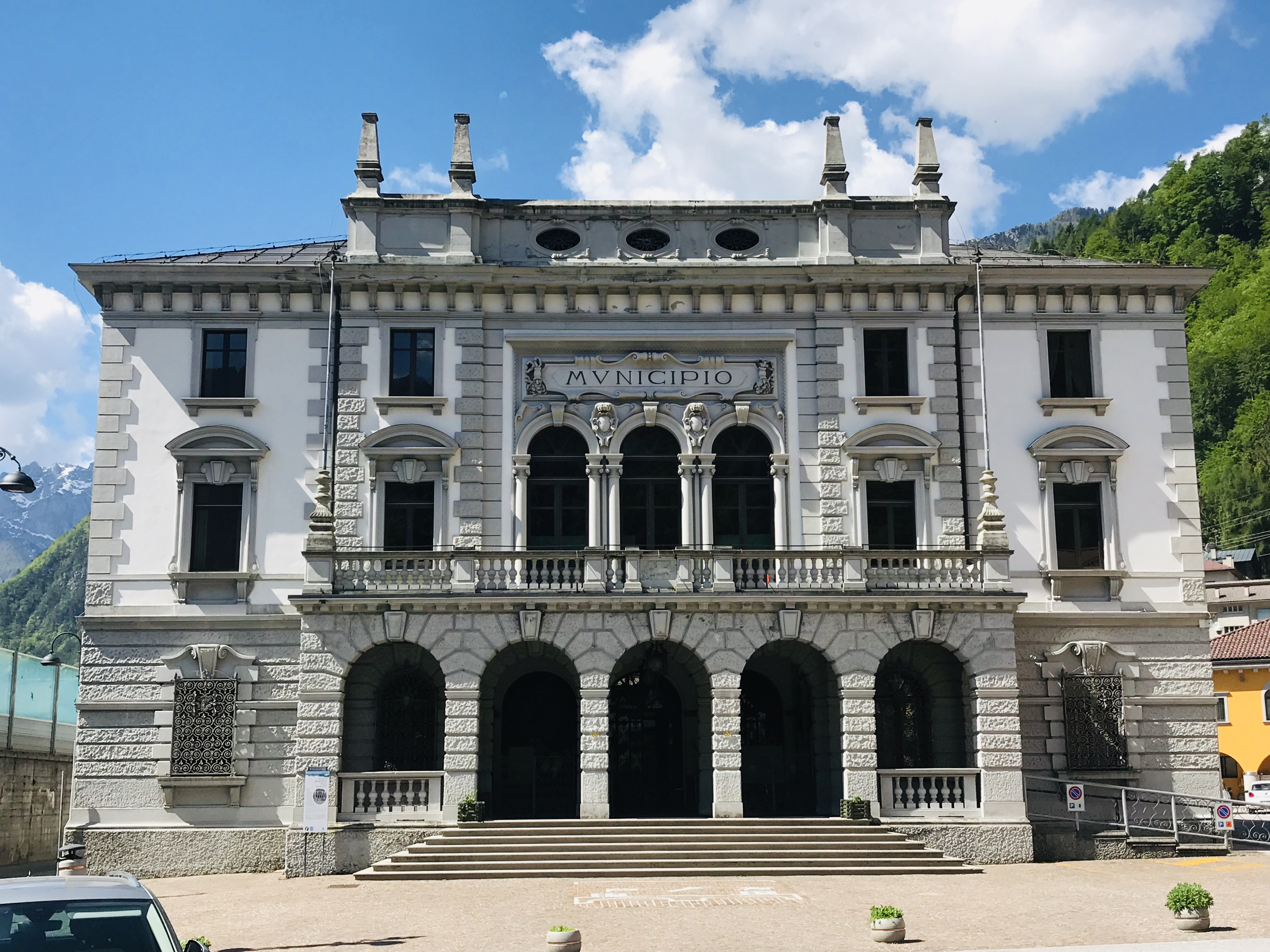
Fronte municipio

Nel paese vi sono diverse case storiche degne di nota:
- Casa Micossi (XVIII secolo): situata sulla via più rappresentativa del Paese, Via Roma, l'edificio, di origine settecentesca, è inserito nella cortina edilizia. Appartenne fin dalla sua origine ai Micossi, famiglia che giunse a Pontebba dalla vicina Carinzia agli inizi del 1500. Il palazzo, ristrutturato in seguito al terremoto del 1976, ha conservato solo in parte le caratteristiche originarie. Al piano terra, probabilmente già alla fine dell'Ottocento, sono state ricavate le aperture rettangolari per le vetrine dei negozi. La facciata conserva il massiccio arco d'ingresso realizzato con conci di pietra e chiave in aggetto con incisa la data 1720 e, al primo piano, la semplice bifora riquadrata in pietra.
- Casa di Gaspero Rizzi (secolo XVII): l'edificio, situato tra Via Roma e Via Cavallotti, è uno dei più antichi del paese. Risalente al XVII secolo, è stato sede, durante il secolo scorso, della "bacheria" del Signor Leonardo Di Gaspero, che nel 1870 realizzò una filanda. La facciata lungo Via Roma, severa ed essenziale, è caratterizzata dall'ingresso ad arco ribassato che riporta superiormente la data 1616. Attraverso l'ingresso si accede all'ampio androne passante, pavimentato in ciottoli, caratterizzato da un soffitto con volte a crociera e peducci in pietra. Il fronte sul retro, costituito da un caratteristico loggiato a volte su tre piani con archi e pilastri in tufo, rappresenta la parte più pregevole dell'edificio.
- Casa Brunetti Bonfioli de' Cavalcabò (sec. XIX)
- Casa Schiavi (sec. XIX)
- Casa Micossi Nassimbeni (sec. XIX)

I leoni veneziani - risalenti ai secoli XVII e XVIII - sono bassorilievi scolpiti e inseriti nell'argine destro del torrente Pontebbana nei pressi di piazza Garibaldi (Il leone della Rosta), nella balaustra del palazzo comunale e nel muraglione dell'argine stesso.

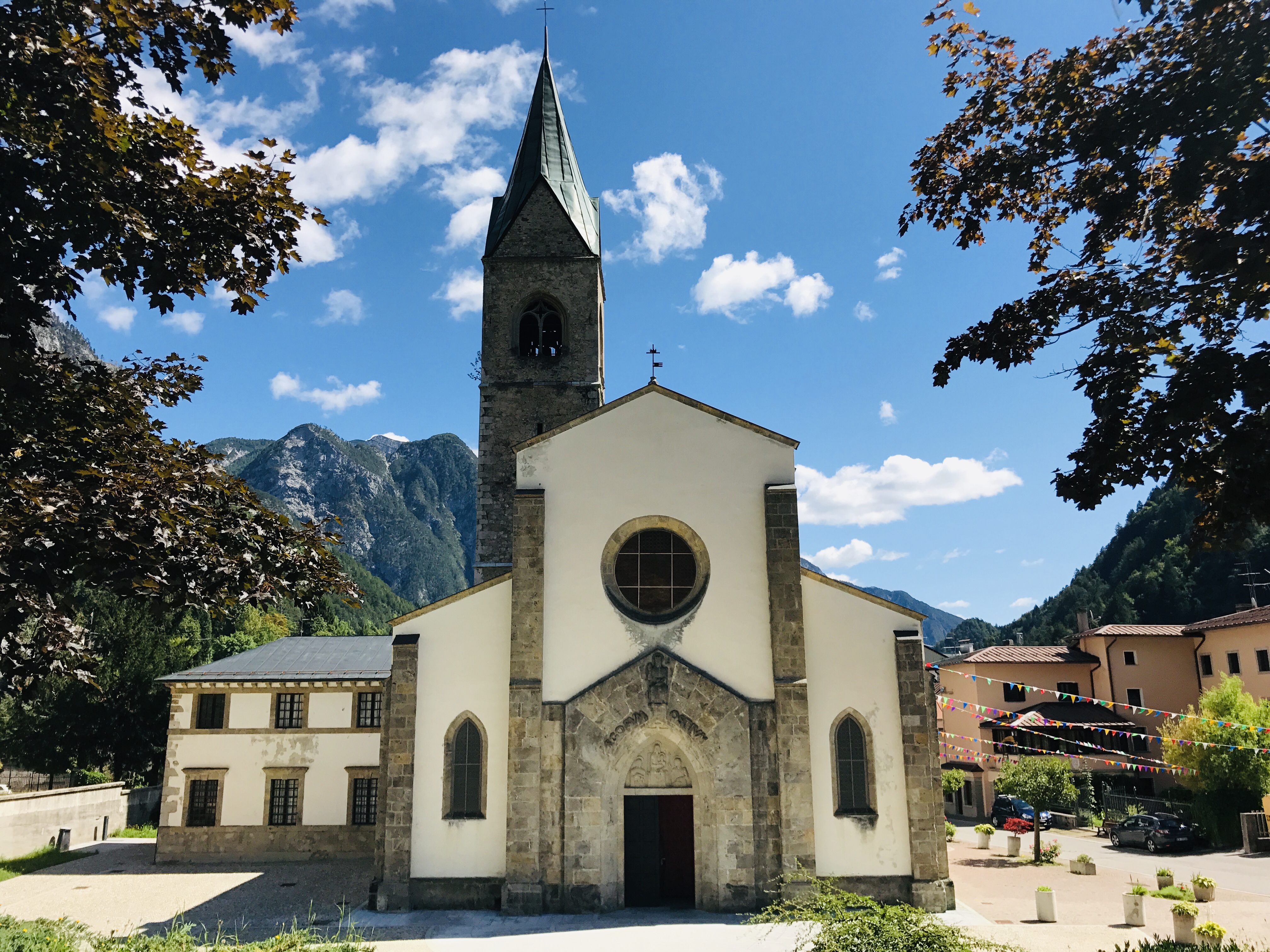
Facciata Chiesa Santa Maria Maggiore Pontebba

### Architetture religiose
- Pieve di Santa Maria Maggiore: edificata a cavallo fra il XV e il XVI secolo e ricostruita tra il 1883 e il 1903 su progetto di Girolamo D'Aronco. All'interno si possono ammirare il Flügelaltar, in lingua tedesca significa "altare alato". Questo è il nome del prezioso altare ligneo conservato nella chiesa di S. Maria Maggiore a Pontebba. Il nome deriva dal fatto che esso è costituito da un corpo centrale con due portelle mobili. Gioiello più fulgido della Chiesa, è stato dichiarato monumento nazionale. Questo altare tardo-gotico è datato 1517 ed è, probabilmente, per la qualità degli intagli, il capolavoro del Maestro Enrico da Villaco, fondatore e maggior esponente della bottega di Villaco. Pare inoltre che sia il prototipo, di qualità mai più eguagliata, di una serie di altari, simili per l'impostazione, che la bottega di Villaco diffuse in diverse chiese austriache. Sia le sculture che le pitture denotano un certo influsso rinascimentale italiano, assumendo un aspetto meno cupo e più naturalistico. La pitture, presumibilmente rientranti nell'ambito della scuola danubiana, si distinguono per la loro alta qualità, riflesso di un modello colto. In questo altare una parte di primaria importanza è rivestita da Maria, fulcro vero e proprio dell'opera. Dal punto di vista esecutivo l'altare si distingue per una superba e raffinatissima tecnica di realizzazione, fin nei minimi particolari, minuziosamente realizzati. Lo scrigno custodisce un grande tesoro: i "misteri della nostra salvezza". Gli sportelli si aprono come si apre un libro: è un libro di preghiera. Chiesa di S. Giovanni Battista di Pontebba Nova

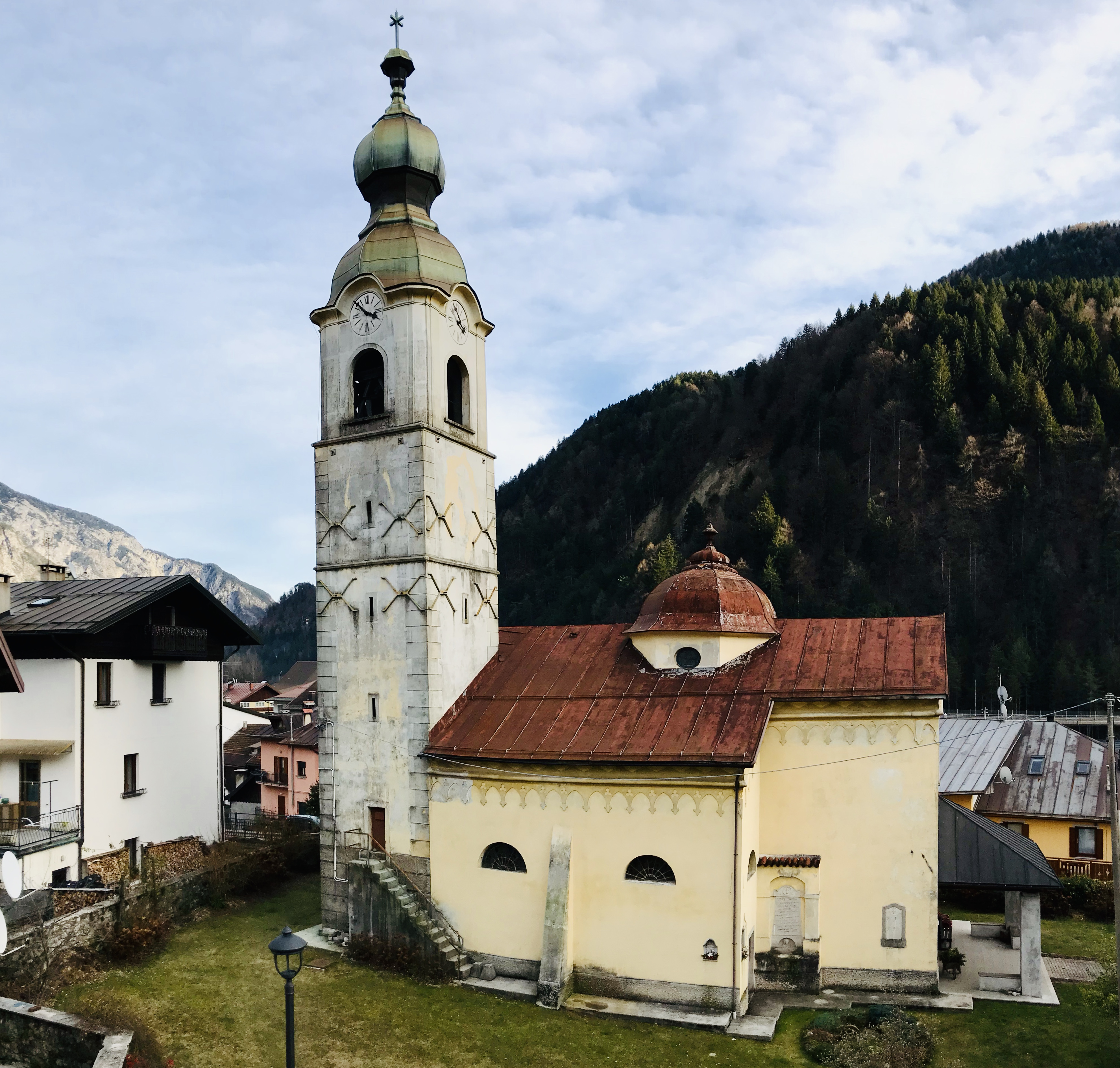
Chiesa di S. Giovanni Battista di Pontebba Nova

- Chiesa di San Giovanni Battista in località Pontebba Nova - Pontafel: notizie certe sulla chiesa sono scarse, pare fondata nel 1368 e dipendeva dalla parrocchiale di Ugovizza. Visite di Vicari Patriarcali nel 1514, trovano la chiesa danneggiata e in cattive condizioni. Dal 1600 la chiesa di San Giovanni è ben tenuta e si arricchisce di quadri e statue lignee. Verso la metà del XVIII secolo Pontafel è una parrocchia autonoma. Chiesa filiale di S. Giovanni Battista - Venne edificata nel 1368. Già chiesa parrocchiale, prima dell'annessione della Valcanale all'Italia, presenta al suo interno altari marmorei in stile barocco. Sull'altare maggiore c'è la statua lignea di S. Giovanni Battista con Gesù; l'altare di destra ha la statua del Sacro Cuore, quello di sinistra la statua della Madonna. La cappella laterale, ha ora un altare dedicato al Santissimo. In una nicchia sul fronte esterno c'è una statua di San Giovanni. Presenta elementi gotici nel coro, che ha il soffitto a cupola. Aveva all'esterno un grande pronao. Il campanile è massiccio con tetto a cipolla. La chiesa è stata rinnovata dopo il terremoto del 1976. È andata perduta la lapide del 1734 di Maria di Weidmansdorf, moglie del barone Francesco de Rechbach.

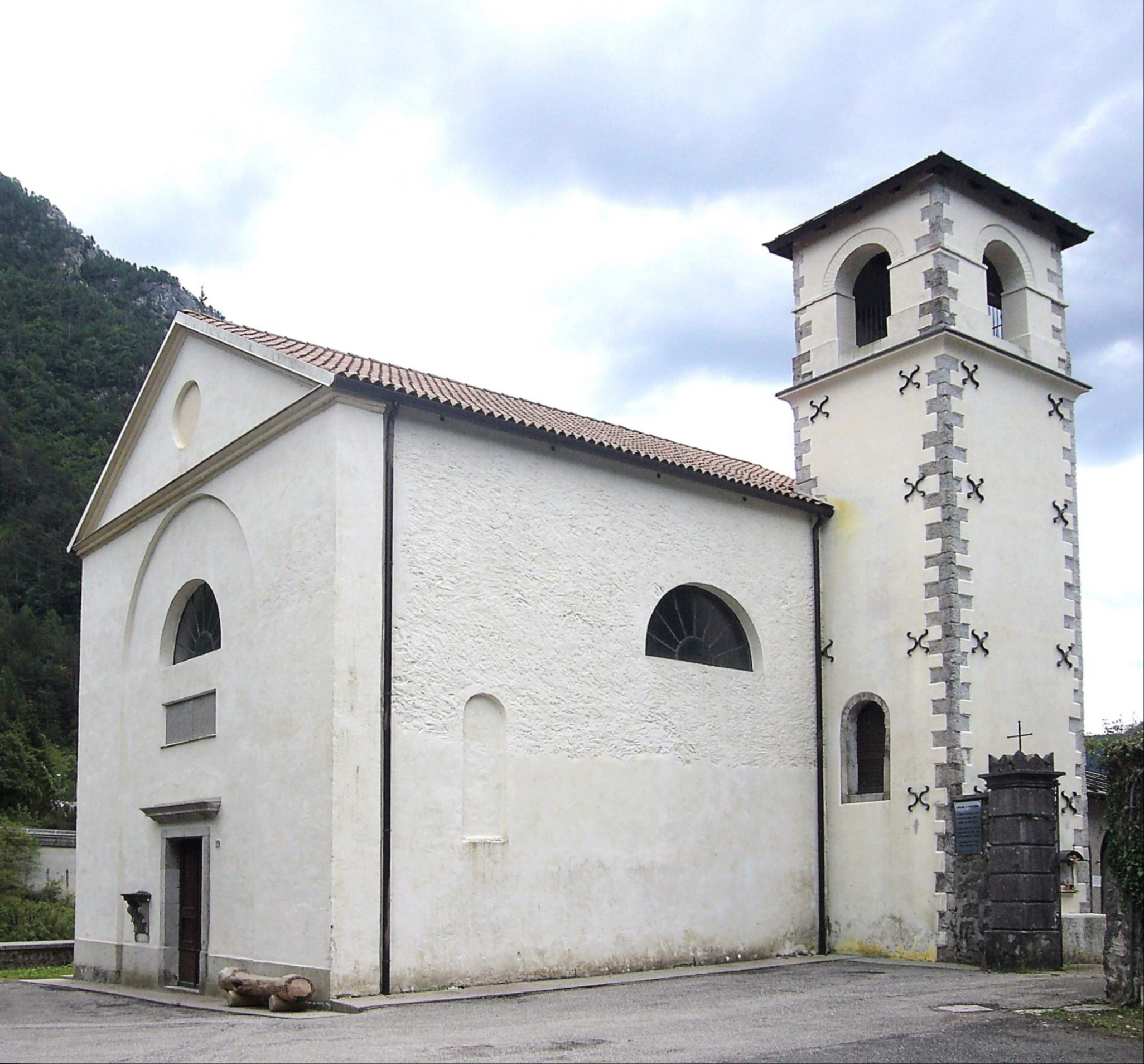
La chiesa di San Rocco

- Chiesa di San Rocco a Casali in Piano: la primitiva chiesa fu eretta l'anno 1624 a ricordo della vittoria riportata dai Veneti sugli Arciducali nel 1616. Il 28 settembre del 1885 la chiesa fu distrutta da una disastrosa alluvione e la preziosa tela di Palma il Giovane fu salvata per miracolo. Ricostruita in luogo più sicuro, venne consacrata il 26 settembre 1886 dall'Abate di Moggio Mons. L. Zucchiatti.
- Chiesa dello Spirito Santo (del XVIII secolo) a Pietratagliata: verso il 1500 si parla di un "oratorio" a Pietratagliata, nella guerra di Cambrai nel 1509 si menziona la chiesa di "Pietra Taiata". L'attuale chiesa venne eretta nel 1748; nel 1892 furono eseguiti lavori di allargamento e l'erezione di un piccolo campanile; fu posta nel 1902, in una apposita nicchia, la statua di Sant'Antonio mentre l'anno seguente l'artista gemonese Barazzutti affrescò il coro.

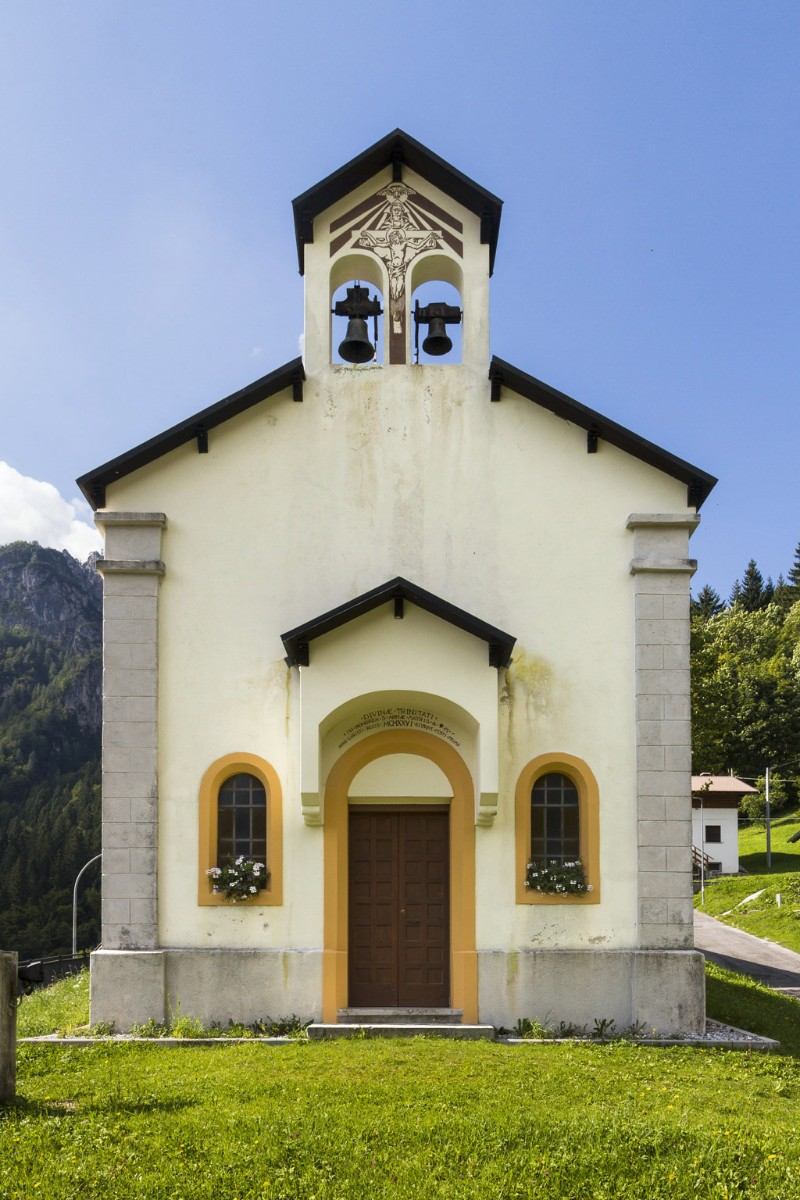
Chiesa dei Santi Gioacchino e Anna di Aupa

- Chiesa di Santa Geltrude costruita a La Glesie San Leopoldo nel XIV secolo: la chiesa è dedicata a santa Gertrude, figlia di Pipino il Vecchio e fondatrice del monastero di Nivelles del quale divenne superiora e ove morì nel 659. Il suo culto è molto diffuso in Germania settentrionale. La chiesa, voluta dal vescovo di Bamberga Otto I posteriormente al 1106, ha subito negli anni molti restauri ed è stata quasi interamente ricostruita dopo la prima guerra mondiale. Un'ulteriore ristrutturazione si è resa necessaria in seguito al terremoto del 1976. Dell'antica costruzione rimangono, all'interno, le volte costolonate. La chiesa venne affrescata nel 1946-1948 da Antonio Morocutti di Pontebba, in collaborazione con Decio Deotto di Verzegnis (UD). Chiesa dei Santi Gioacchino e Anna di Aupa
- Chiesa dei Santi Gioacchino e Anna ad Aupa: sorse un'accesa controversia tra gli abitanti di Studena Alta e Aupa per il luogo da scegliere per la costruzione della chiesetta. La spuntarono i determinati frazionisti di Aupa che, da soli, eressero tra il 1910 e il 1912 la graziosa cappella votiva. Venne danneggiata nel corso della guerra 1915-18 e, al termine del conflitto, completamente ricostruito il tetto e gran parte delle opere murarie.
- Cappella di Sant'Antonio: è sorta per volere del parroco G.B. Boria, con finalità di semplice cappella votiva. Esisteva una semplice cappella all'incrocio della strada con il sentiero per Studena Alta e, nel 1936, quando fervevano i lavori per le nuove strade per la Val Aupa e Passo Pramollo, tale manufatto fu distrutto e sorse nell'attuale sito la nuova cappella che fu inaugurata e benedetta nel 1938.
- Chiesa del Calvario: le origini di questa Chiesetta sono confuse, esisteva certamente prima del 1800 poiché, da un documento di quell'epoca, si legge che il parroco di Pontafel, un certo Wangoo, celebrava una processione di fedeli da Pontebba a quell'oratorio. Un altro documento, datato 1885, ne aggiudica la proprietà della Chiesa Parrocchiale di Pontafel. Più volte il manufatto ha subito gravi danni per incendi e terremoti, in particolare quello del 1976.
- Chiesa di San Giuseppe costruita a Studena Bassa: i lavori per la costruzione iniziarono nel 1912, venne parzialmente danneggiata nel corso della prima guerra mondiale, dopo alcune migliorie e riparazioni, venne benedetta e aperta al culto, nel 1925. Fino al 1400 esisteva solamente una modesta cappella dove, una volta la settimana, i frati benedettini di Moggio, vi celebravano le funzioni religiose. Poco o nulla si conosce sui curati di Ponebba e, su questo sfondo storico, si colloca nel 1427 il primo sacerdote che è Gasparo quondam Alberto di Pontebba.

### Lapide funeraria di "Severilla"
È tornata a Pontebba il 12 marzo 2011 la celebre lapide di età romana, scoperta nel 1789 e precedentemente conservata nei Civici Musei di Udine, ora è conservata nella Hall del municipio di Pontebba. La lapide è formata da un blocco di pietra, del peso approssimativo di kg 900/1000, sostenuta da quattro robusti piedistalli di ferro. L'iscrizione risulta più leggibile nella parte superiore, meno incisiva e più consumata sul lato destro.
Misura in altezza cm 119-120, in larghezza cm 76-78 e lo spessore è di cm 48-53. Pietra in calcare, di colore bianco tendente all’avana, il lato posteriore della lapide è grezzo e presenta soltanto tracce di livellamento.
La simbologia. Gli elementi simbolici si ricavano dai bassorilievi nelle due parti laterali, sul lato destro è scolpita una figura giovanile con tunica, in posizione eretta e sostiene un rotolo spiegato. Le prime lettere dell'epigrafe D.M. “Diis Manibus”, fanno supporre che questa figura, come l’altra, possa rappresentare una divinità e, in tal caso, il dio “Ermes” o “Ermete”, araldo di Zeus e accompagnatore delle anime oltretomba.
La figura scolpita sul lato sinistro raffigura una giovane ricoperta da una ricca e pieghettata veste, la mano destra trattiene al petto un rotolo o un fascio di spighe, la mano sinistra sostiene in alto uno specchio, un disco o un medaglione.

### Il Ponte: vecchio confine fra Austria e Italia
Verso la metà del XV secolo Pontebba passava sotto il diretto dominio della Repubblica Veneta. Successivamente, nel XVIII secolo, Pontebba segnava il confine orientale tra la Repubblica Veneta e l’Impero austriaco. La “Pontebba Veneta” era divisa dalla “Pontebba Imperiale” dal torrente Pontebbana e proprio il ponte segnava il vecchio punto di confine. Pontebba rappresentava un punto strategico di frontiera e commerciale: l’avamposto friulano verso il mondo germanico. Inoltre l’enorme ricchezza boschiva della zona era indispensabile per rifornire i cantieri navali della Serenissima.
Nel corso del 1685 a Pontebba era concesso il privilegio di fregiarsi del titolo di “Terra” che il Senato Veneto concedeva a quelle località che avevano assunto nel tempo prerogative e titoli di primaria importanza. Un onore che la Serenissima ha concesso a pochi paesi.
Nei primi mesi del 1797 l'armata di Napoleone Bonaparte proseguendo l’avanzata in Italia, entrò a Treviso il 12 marzo 1797 e da qui iniziò la campagna risolutiva contro l’esercito imperiale austriaco comandato dall’arciduca Carlo. Napoleone affidò al generale Massena il compito di respingere l'esercito austriaco lungo il Canal del Ferro. Il generale non fallì l'incarico: dopo aver catturato ben 600 prigionieri entrò il 21 marzo 1797 a Pontebba. Pontebba in questa data venne anche saccheggiata. Venuto a conoscenza di tali azioni banditesche, tuttavia, Napoleone ordinò che i comandanti di divisione responsabili delle razzie nei villaggi friulani venissero fucilati sul posto.
La notte del 17 ottobre 1797, presso la villa Manin di Passariano, i plenipotenziari francesi ed austriaci firmarono il Trattato di Campoformio in esito al quale i confini degli Stati vengono ridisegnati. Fu in base alle disposizioni del Trattato di Campoformio che i confini degli Stati vengono ridisegnati: il Friuli e tutti i territori dell’ex Repubblica di Venezia vennero ceduti all’Austria, mentre i Paesi Bassi Austriaci (Province Belgiche) furono ceduti alla Francia che ottenne il riconoscimento di Repubblica Cisalpina. In sostanza Venezia all’Austria e la Lombardia ai francesi.
Anche se oggi il confine non esiste più, rimane comunque il ponte sul torrente Pontebbana a testimoniare il limite tra l’abitato di Pontafel e quello di Pontebba che è diventato il punto di incontro e non più di separazione tra due culture all'interno dell’Europa.
La sua attuale ubicazione è quella d’anteguerra 1915-1918. L’attuale ponte, con una carreggiata più grande, è stato ricostruito negli anni ‘50 del secolo scorso a seguito del crollo del manufatto precedente. Le prime notizie scritte sulla sua esistenza risalgono al 1442, quando si affida al muratore Giuseppe d’Incaroio, abitante a Pontebba, il suo rifacimento (l’opera verrà a costare oltre 2000 ducati). Da sempre punto di confine vigilato, con relative garitte o casermette, ha subito in data imprecisata, comunque anteriore al 1800, uno spostamento verso sud e cioè nell'attuale sede.
Il Ponte, oltre ad esser stato testimone per secoli del passaggio di principi, re e personaggi illustri, fu tra l’altro percorso a piedi da Giosuè Carducci, durante una sua breve visita a Pontafel nell'agosto del 1885. La sua funzione, con la fine del primo conflitto mondiale, è venuta meno essendosi spostato il confine a Coccau.

### Rosta Veneziana
Durante il dominio della Repubblica di Venezia (1420-1797) la zona della Valcanale - Canal del Ferro era suddivisa in due giurisdizioni: quella veneziana e quella dei vescovi di Bamberga, passata poi all'Impero austriaco. Il villaggio di Pontebba si trovava sul confine veneziano tedesco, il ponte in pietra sul torrente Pontebbana divideva i due villaggi di Pontebba Veneta e di Pontebba Imperiale costituendo, quindi, una postazione strategica; le roste di pietra sul torrente sono le tracce delle imponenti opere difensive realizzate sotto il Governo della Repubblica di Venezia.

## Società

### Evoluzione demografica
Abitanti censiti

| Anno | % italiani/friulani | % sloveni | % tedeschi |
| ---- | ------------------- | --------- | ---------- |
| 1880 | 5                   | 34        | 61         |
| 1910 | 8                   | 25        | 67         |

| Anno | % italiani/friulani | % sloveni | % tedeschi |
| ---- | ------------------- | --------- | ---------- |
| 1921 | 38                  | 6         | 56         |
| 1950 | 86                  | 11        | 3          |
| 1983 | 95                  | 3         | 2          |

### Etnie e minoranze straniere
Al 31 dicembre 2015 gli stranieri residenti nel comune di Pontebba in totale risultano 72.

### Lingue e dialetti
Come gli altri due comuni della Valcanale (Malborghetto Valbruna e Tarvisio), Pontebba è una realtà plurilingue in cui, oltre all'italiano, vengono parlati anche il friulano e il tedesco.
In realtà la situazione linguistica è notevolmente mutata nel corso dei secoli. È interessante, in particolare, il caso del friulano. Per spiegarlo, è necessario riportare alcune particolarità storiche. Prima dell'annessione al Regno d'Italia, sia la frazione di San Leopoldo sia l'odierno quartiere di Pontebba che in tedesco viene chiamato Pontafel e in friulano Puntafel (la parte di Pontebba a sinistra del torrente Pontebbana) costituivano due comuni a sé stanti - da secoli rientranti nell'area culturale della Carinzia. San Leopoldo si diversificava etnicamente e linguisticamente da Pontafel perché in esso si parlavano sia il tedesco sia lo sloveno (come tuttora in buona parte della Carinzia meridionale), mentre nel secondo era lingua d'uso quasi solamente il tedesco. Sia a San Leopoldo sia a Pontafel, il friulano (prima molto diffuso solo nella parte dell'odierno comune a destra del torrente Pontebbana) è cresciuto in presenza solo dopo il 1919 - e ancora di più dopo l'annessione dei due comuni, prima autonomi, a quello di Pontebba (Pontebba Nuova/Pontafel, 1924; San Leopoldo, 1926) e dopo le Opzioni del 1939. Questi eventi, di fatto, hanno incoraggiato l'immigrazione di famiglie dal resto del Friuli e dell'Italia. Dopo l'italiano in tutto il comune di Pontebba è, attualmente, proprio il friulano la lingua più diffusa e vitale e ai sensi della deliberazione n. 2680 del 3 agosto 2001 della Giunta della Regione autonoma Friuli-Venezia Giulia, il Comune è inserito nell'ambito territoriale di tutela della lingua friulana ai fini della applicazione della legge 482/99, della legge regionale 15/96 e della legge regionale 29/2007. La lingua friulana che si parla a Pontebba è contraddistinta da caratteristiche dei sottotipi carnico e centrale. Il tedesco e lo sloveno oggi sono parlati da una piccola minoranza nella frazione di Laglesie San Leopoldo.

#### San Leopoldo
Fino a prima delle Opzioni del 1939, a San Leopoldo (slov. Lipalja vas) era correntemente parlato lo sloveno nella variante dialettale del diepuško (linguisticamente afferente allo zegliano/ziljsko, gruppo dialettale dello sloveno parlato in Carinzia). A testimonianza della presenza dello sloveno dialettale come lingua d'uso paesana (ted. Umgangssprache, slov. pogovorni jezik) è rimasta la lapide infissa a sinistra della porta d'ingresso della chiesa paesana di S. Gertrude - nella quale, proprio di riflesso al suo status di lingua d'uso paesana, la predicazione veniva officiata in sloveno letterario. Di origine slovena sono anche molti dei nomi in vulgo delle case locali. Al giorno d'oggi, invece, a San Leopoldo lo sloveno dialettale sopravvive tra pochissimi abitanti. La parte restante, spesso discendente da immigrati nel paese a seguito delle già citate Opzioni, sembra avere perso memoria storica di questo cambiamento linguistico. Anche in questa frazione, quindi e come già dicevamo, dopo l'italiano la lingua minoritaria maggiormente parlata è il friulano - seguito dal tedesco, che sopravvive un po' meglio dello sloveno.

### Tradizioni e folclore

#### Festa della Tae
Pontebba è rimasta l'unica località della Valcanale in cui si celebra questa festa, chiamata pure festa del Cioch, del Puch o anche del Ploch, manifestazione che solitamente si svolge nella penultima Domenica di Carnevale. La Tae, ovvero un tronco d'albero normalmente di abete, viene tagliato e abbellito dai giovani del paese per poi farlo sfilare in un preciso percorso che passa per le 88 case che formavano l’antica pontafel e che ora fanno parte del “Consorzio Vicinale di Pontebba Nova Nachbarschaft”, alla fine della sfilata il tronco viene venduto all’asta.

#### Settembre Pontebbano
Si svolge l'8 settembre ed è la sagra più rappresentativa e sentita dai paesani e dai tanti ex residenti che tornano volentieri al loro paese per questa occasione. Con la sagra si conclude il Palio del Ponte, dove viene designato il vincitore tra Pontebba e Pontafel (la parta del paese nella zona ex austriaca). La tanta musica, il cibo tradizionale, i giochi per bambini, mercatini e gli appuntamenti sportivi completano il quadro di questa antica e fondamentale festa per Pontebba.

#### Krampus
Ogni anno l'8 dicembre a Pontebba si svolge una sfilata dove i Krampus giungono accompagnati da tamburi e torce e percorrono le vie della città assieme a San Nicolò. La sfilata è la maggiore della manifestazione di tutto il Friuli-Venezia-Giulia che richiama oltre 5.000 persone. Terminata la sfilata sono liberi di punire coloro che hanno peccato e i bambini cattivi. Nel 2016 i gruppi partecipanti racchiudevano molteplici nazionalità, fra cui spiccavano quelle austriache e slovene, creando così una varietà di tradizioni e arricchendo la zona non solo con la presenza di Krampus, ma anche di Krampe.

#### Fen Art
È un festival internazionale di sculture di fieno con una struttura di legno o con fili metallici, organizzato dal gruppo sportivo "Val Gleris". Le sculture vengono posizionati in alcuni angoli del paese e vengono modellati da artisti provenienti da tutto il mondo; Il vincitore, come avviene per Snow Art, viene designato con la votazione dei turisti e degli abitanti del Paese.

##### Vincitori per Team
- 2021: Nessun vincitore
- 2022: Team Rep. Ceca
- 2023: Team Corea del Sud
- 2024: Team Messico

#### Snow Art
È un festival internazionale di sculture di ghiaccio e di neve, organizzato dal gruppo sportivo "Val Gleris". Grandi cubi 3X3X3 metri di ghiaccio e neve vengono posizionati in alcuni angoli del paese e vengono modellati da artisti provenienti da tutto il mondo con l'utilizzo di seghe, pale e scalpelli. Il vincitore viene designato con la votazione dei turisti e degli abitanti del Paese.

##### Vincitori per Team
- 2016: Team Italia
- 2017: Team Slovenia
- 2018: Team Galles
- 2019: Team Mongolia
- 2020: Team Russia

### Istituzioni, enti e associazioni

#### Club Alpino Italiano
La sezione di Pontebba del Club Alpino Italiano è stata fondata nel 1929, una delle più vecchie del Friuli-Venezia Giulia. Attuale presidente è il signor Gabriele Vuerich. È gemellata con l’ÖAV di Hermagor (Austria) e con il CAI di Portogruaro. Fa parte dell'ASCA, l’associazione dei club della montagna friulana.
Le attività sono:
- l’organizzazione di escursioni, in genere in Friuli in collaborazione con altri club, e nel Pontebbano, in particolare in collaborazione con la Pro Loco;
- la manutenzione di una serie di sentieri, vedi elenco e cartine sul sito;
- l’organizzazione di corsi di alpinismo giovanile, per ragazzi dai 14 ai 18 anni;
- la gestione del bivacco Ernesto Lomasti, vallone d’Aip, e del ricovero Armando Bernardinis, sul monte Due pizzi in val Dogna, della palestra di roccia del Rio degli Uccelli, col supporto tecnico della Br. Alpina Julia.
L'attività escursionistica è aperta a tutti, con il solo limite dell’adeguatezza dell’attrezzatura e del vestiario alla difficoltà del percorso e del clima. Oltre a questo vengono organizzate serate al Teatro Italia, e incontri nelle scuole medie ed elementari della vallata, di argomento naturalistico e alpinistico.

## Cultura

### Biblioteche
La biblioteca civica ospita circa 11000 volumi.

### Scuole
- Scuola dell'infanzia o scuola materna
- Scuola primaria o scuola elementare
- Scuola secondaria o scuola media

## Geografia antropica

### Frazioni
- Aupa (friul. Aupe)
- Località Frattis (friul. Fratis)

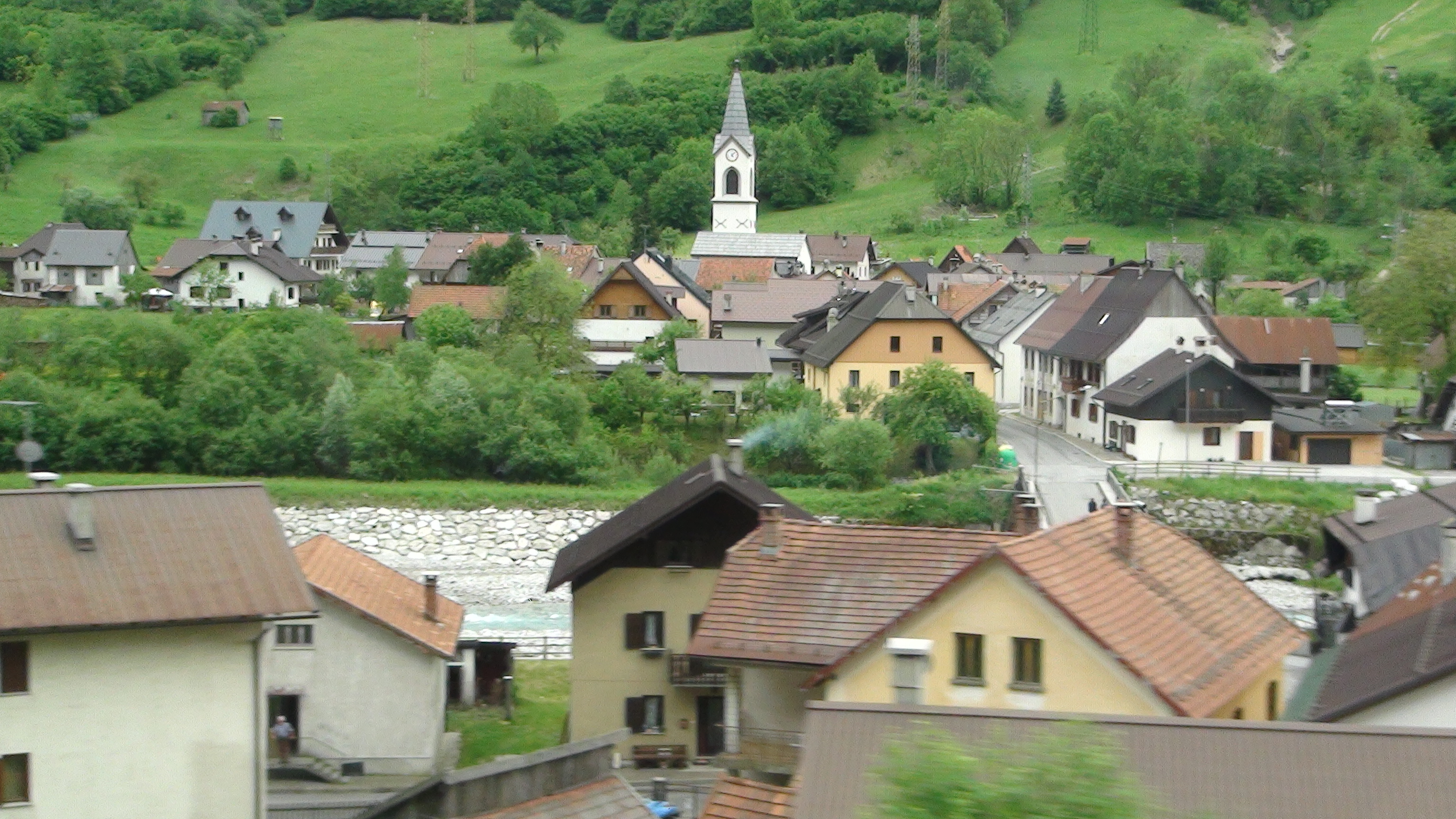
Laglesie San Leopoldo

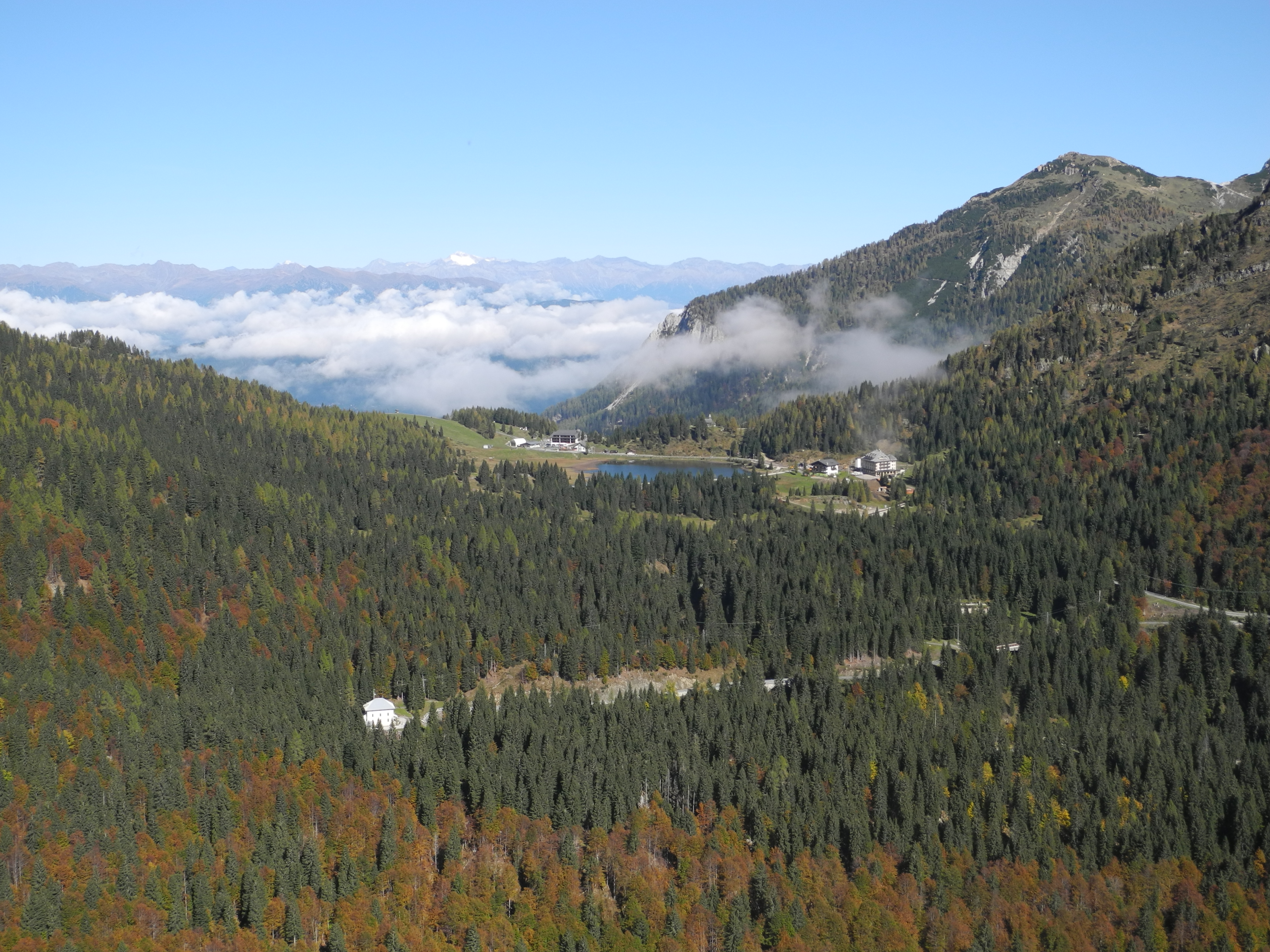
Passo di Pramollo

- Pietratagliata (friul. Perteade o Pieretaiade).
- Laglesie San Leopoldo (friul. La Glesie, slov. Lipalja vas, ted. Leopoldskirchen) - questa frazione è abbastanza famosa nel campo della linguistica, perché è stata più volte oggetto di indagini rientranti nel suo ambito: infatti proprio qui (fino a 20-30 anni fa) viveva un numero rilevante (ora in continuo decremento) di persone parlanti correntemente (oltre all'italiano) anche tutte le altre lingue che si parlano in Friuli-Venezia Giulia riconosciute come minoritarie dallo Stato italiano (lingue friulana, slovena e tedesca). Tuttavia il Comune di Pontebba rientra solo nelle liste dei Comuni con minoranze storiche friulanofone e germanofone e non rientra quindi nella lista dei Comuni con minoranze storiche slovenofone.
- Studena Alta (friul. Studene Alte)
- Studena Bassa (friul. Studene Basse)
- Località Casali Graben (friul. Graben)
- Località Casali Costa (friul. Coste)
- Passo di Pramollo (friul. Pramollo)
- Località Gamischen
- Località Piani

## Economia

### Turismo

#### Pramollo - Nassfeld
Pontebba si trova ai piedi del comprensorio sciistico Nassfeld-Pramollo, il più grande comprensorio sciistico della Carinzia (Austria). La nuova pista di Passo Pramollo è un anello di 3,75 km, adatto sia ai principianti sia agli sportivi più esigenti. Percorrendo la pista si possono ammirare le stupende vette ammantate di neve che separano l'Italia dall'Austria. La quota di partenza è a 1.526 m s.l.m. La quota più alta è a 1.549 m s.l.m. e la quota più bassa è a 1.506 m s.l.m. La pista da fondo è omologata dalla F.I.S.I. per gare di fondo.

#### Val Gleris - Aupa
La nuova pista parte dai prati della località Frattis (Aupa) e si snoda attraverso i boschi della Val Gleris. Scenari e paesaggi unici, che sanno offrire intense emozioni, fanno da cornice a un tracciato che sa mettere alla prova gli sportivi più allenati. La lunghezza totale del tracciato è di 7,5 km. La quota di partenza è a 888 m s.l.m. La quota più alta è a 948 m slm e la quota più bassa è a 859 m s.l.m. L'anello di fondo ha come punti di partenza e di arrivo la sede del nuovo centro di fondo di Aupa, la cui struttura è di proprietà comunale. La pista da fondo è omologata dalla F.I.S.I. per gare di fondo.

#### Ciclovia Alpe Adria Radweg
Il paese è attraversato dalla pista ciclabile Alpe Adria; fa parte di un grande polo ciclabile che porta in Austria, in Slovenia e scende fino alle zone marittime della Regione Friuli-Venezia Giulia. Le mete della zona montana sono Tarvisio - Malborghetto Valbruna - Pontebba - Dogna - Chiusaforte - Resiutta - Moggio Udinese - Carnia.

#### Sentieri
Sono presenti 12 sentieri, facendo parte del CAI nazionale nonché del CAI di Pontebba:
- Nr. 430 Aupa - Forcella della Pecora ---- Gruppo montuoso: Gleriis e Alpi Canriche
- Nr. 432 Val Pontebbana - Sella Aip ---- Gruppo montuoso: Monte Cavallo e Alpi Carniche
- Nr. 433 Ex Caserma di Finanza - Val Rio Bombaso ---- Gruppo montuoso: Monte Cavallo e Monte Malvuerich
- Nr. 433-A Conca di Pricot - Località Panegouz ---- Gruppo montuoso: Monte Cavallo, Monte Malvuerich e Alpi Carniche

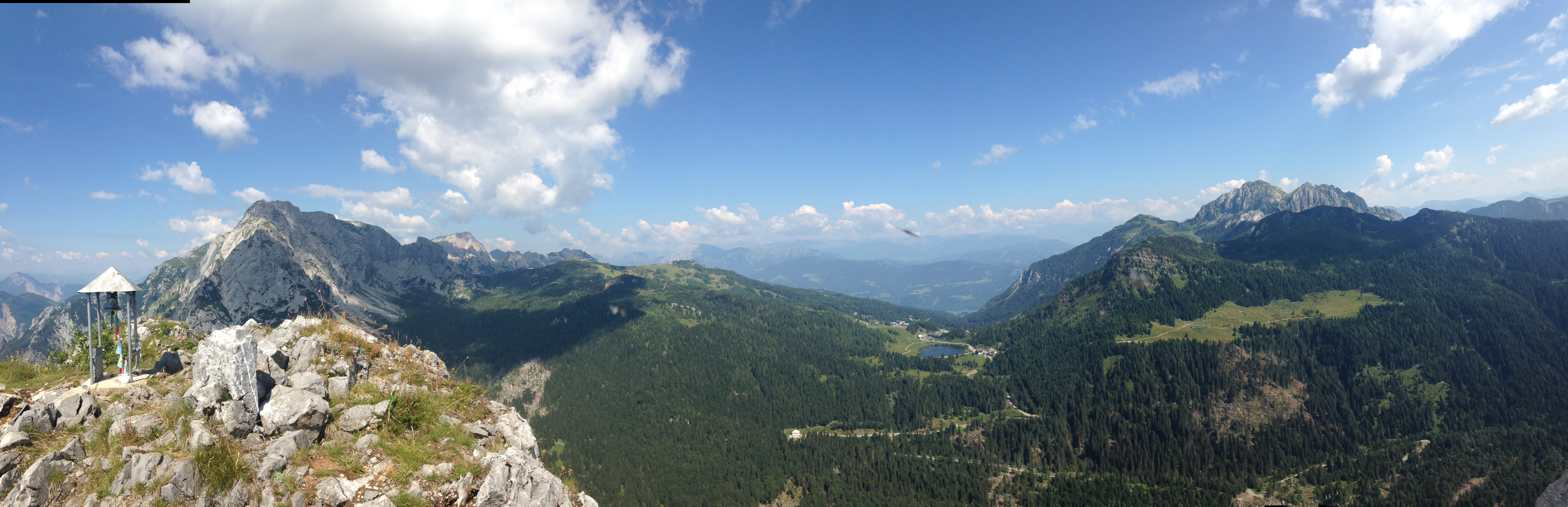
Sentiero 433: CIma Monte Malvuerich

- Nr. 439 Passo Cason di Lanza - Sella Aip ---- Gruppo monsutoso: Creta di Aip e Alpi Carniche
- Nr. 440 Caseruta - Sella Aip ---- Gruppo montuoso: Creta di Aip, Monte Cavallo e Alpi Carniche
- Nr. 453 Sella Cereschiatis - Crete dal Cronz ---- Gruppo montuoso: Alpi Carniche
- Nr. 501 Calvario - Passo Pramollo ---- Gruppo montuoso: Monte Brisiach, Monte Bruca e Alpi Carniche
- Nr. 523 San Leopoldo - Monte Cit di Dentro ---- Gruppo montuoso: Monte Scinauz e Alpi Carniche Orientali
- Nr. 601 Pietratagliata - Val Dogna ---- Gruppo montuoso: Monte Schenone, Jof di Dogna e Alpi Giulie
- Nr. 603 Bagni di Lusnizza - Val Dogna ---- Gruppo montuoso: Alpi Giulie
- Nr. 605 Malborghetto - Val Dogna ---- Gruppo montuoso: Monte Due Pizzi, Monte Piper e Alpi Giulie

#### Malghe
I piatti tipici ma anche particolari della zona di Pontebba si possono gustare nelle quattro malghe dislocate nel territorio comunale:
- Malga Tratten: situata nella strada provinciale che porta a Passo Pramollo
- Malga Poccet: si raggiunge da Pietratagliata, prima frazione di Pontebba arrivando ad Udine
- Malga Glazzat: salendo da Studena Alta, in prossimità di Sella Cereschiatis si intraprende la strada forestale che conduce alla struttura.
- Baita Winkel: si raggiunge parcheggiando la macchina alla ex caserma dei finanzieri e camminando per 15 minuti nel bosco, sempre in prossimità della statale provinciale per Passo Pramollo.

## Infrastrutture e trasporti

### Ferrovie
La città è servita dall'omonima stazione situata sulla ferrovia Udine-Tarvisio.

## Amministrazione
| Periodo | Periodo   | Primo cittadino      | Partito      | Carica  | Note |
| ------- | --------- | -------------------- | ------------ | ------- | ---- |
| 1995    | 2004      | Luigi Clauderotti    | Lista civica | Sindaco |      |
| 2004    | 2009      | Bernardino Silvestri | Lista civica | Sindaco |      |
| 2009    | 2014      | Isabella De Monte    | Lista civica | Sindaco |      |
| 2014    | in carica | Ivan Buzzi           | Lista civica | Sindaco |      |

### Gemellaggi
- Hermagor-Pressegger See

## Sport

### Ice Hockey Aquile FVG

#### Storia
Dopo molti anni di attività amatoriale su campi improvvisati, il 22 dicembre 1986 nasce ufficialmente, all'interno della Società Sportiva Pontebbana, lo Sport Ghiaccio Pontebba. A fianco all'attività hockeistica, ancora dilettantistica, si vanno affiancando le attività di pattinaggio artistico e velocità.
Manca tuttavia uno stadio del ghiaccio, la cui costruzione comincerà nel 1990 ed andrà avanti a lungo, per lotti successivi.
L'inaugurazione dell'impianto nell'attuale conformazione risale al 12 dicembre 2002, dopo i lavori di ristrutturazione dovuti alle Universiadi di Tarvisio del 2003.
La squadra, meglio nota con il soprannome di Pontebba Aquile, ha conquistato la prima promozione nella massima serie al termine della stagione 2005/2006, dopo la finale contro l'Hockey Club Merano. Nella sua prima stagione in serie A ha chiuso al penultimo posto, ma dopo aver terminato la stagione regolare al sesto. Nella stagione 2007/08 la squadra ha raggiunto la finale di Coppa Italia, vincendola per 4-1 contro l'HC Alleghe. Il 20 settembre, contro i campioni d'Italia dell'HC Bolzano, ha disputato quindi la Supercoppa Italiana, che è stata però vinta dalla squadra alto-atesina.
Nel 2010 la squadra è stata tra i fondatori della Polisportiva Udinese cambiando nome in Ice Hockey Aquile Friuli Venezia Giulia.
Tuttavia la stagione seguente (2011/12) la squadra è stata a forte rischio iscrizione al massimo campionato, iscrizione che è avvenuta in extremis con la squadra allestita a inizio stagione senza aver potuto disputare la preparazione né alcuna amichevole estiva. Nonostante questo handicap la squadra ha chiuso la regular season piazzandosi sorprendentemente al terzo posto.
L'anno seguente (2012/13) si è aperto con gli stessi dubbi sull'iscrizione della società al massimo campionato, dubbi che sono stati fugati pochi giorni prima della chiusura delle iscrizioni al torneo di serie A. Tuttavia, anche per l'abbandono di diversi giocatori stranieri durante la stagione a causa dei problemi economici della società, la squadra non ha saputo ripetere le buone prestazioni dell'anno precedente ed ha terminato la stagione regolare all'ultimo posto, non riuscendo così a centrare i playoff scudetto. La squadra, dopo lo spareggio salvezza contro il Fassa (classificatosi al penultimo posto) ha perso tutte le partite della serie ed è così stata retrocessa in serie A2.
Per il perdurare delle gravi difficoltà finanziarie nella stagione 2013-14 la squadra non si iscrisse al massimo campionato (la squadra ne aveva facoltà, nonostante la retrocessione patita l'anno precedente, a seguito della riforma dei campionati) ma non si iscrisse nemmeno al campionato di serie A2 né a quello di serie B ed optò invece per l'iscrizione nella lega regionale della Carinzia (la Kärntner Elite Liga), quarto livello del campionato austriaco, dove si era iscritta anche un'altra squadra italiana, l'HC Toblach Dobbiaco.
Nel febbraio 2014 la società viene dichiarata fallita e il prosieguo nel campionato regionale austriaco è considerato a rischio. Nonostante ciò, nel mese di marzo i friulani riusciranno a chiudere la stagione con la salvezza, arrivata dopo lo spareggio per la promozione/retrocessione tra Division 1 e 2 contro l'HCP Pubersdorf (vincitore del Gruppo Est della Division 2). Le aquile vinceranno la gara di andata per 8-4 (prima e unica vittoria di tutta la stagione) e perderanno il match di ritorno per 7-5, rimanendo in Division 1 grazie alla miglior differenza reti. Saranno comunque le ultime velleità per la squadra friulana.

#### Colori sociali
La squadra ha cambiato più volte livrea. Fino all'approdo in serie A2 (2004-2005), la squadra vestiva in rosso, con innesti bianchi e blu. Successivamente fu scelta una casacca bianca ed azzurra. Con l'inizio del sostegno ufficiale della regione Friuli-Venezia Giulia furono adottati i colori della bandiera, il giallo ed il blu. L'ultima modifica c'è stata con l'ingresso nella Polisportiva Udinese, con l'adozione del bianconero.

#### Palmarès
- Coppa Italia: 1

2007-2008

### Hockey Club Evergreen Pontebba

#### Storia
La squadra nacque di fatto nel 2012 ad opera di alcuni appassionati locali, con l'intento di riunire i giocatori del paese di Pontebba. Sarà tuttavia nell'estate del 2013 che i giocatori fonderanno la società, denominandola evergreen, così chiamata per sottolineare il fatto che si trattava di un team che comprendeva giocatori non più giovani, ma decisi a far nascere una nuova realtà hockeystica nel piccolo centro friulano. L'HC Pontebba Evergreen infatti, a partire dalla successiva stagione 2014-2015 rimarrà l'unico club di Pontebba, dopo che le Aquile FVG, storico club di Pontebba, chiuderanno l'attività. Il nuovo sodalizio inizierà la sua prima stagione hockeystica partecipando proprio ai campionati dilettantistici carinziani, torneo cui s'erano iscritte l'anno precedente le Aquile FVG, dopo i numerosi problemi finanziari che le avevano costrette ad abbandonare il campionato italiano per migrare nel più vicino (e meno dispendioso) campionato dilettantistico austriaco.
Al terzo campionato oltre confine, la squadra friulana vince il torneo di Unterliga West, grazie alla doppia vittoria per 8-1 in casa al PalaVuerich e per 4-3 in trasferta nel palazzetto degli austriaci dell'EHC Oberdrauburg.

#### Palmarès
- Unterliga West: 1

2016-2017

### Hockey Ghiaccio Pontebba - Under

#### Storia
La società Hockey Ghiaccio Pontebba, costituita nel 2013, è affiliata alla “Federazione Italiana Sport del Ghiaccio” F.I.S.G. nella specialità del Hockey su Ghiaccio. L’attività si svolge presso il Palaghiaccio “Claudio Vuerich” di Pontebba. Partecipa agli incontri del Campionato Nazionale promosso dalla FISG e dalla LIGH (Lega Italiana Hockey Ghiaccio) nelle varie categorie dalla Under 8 alla Under 14.

### Artistico Ghiaccio Pontebba
L'Artistico Ghiaccio Pontebba è un'associazione sportiva legalmente costituita nell'ottobre 1988 con sede in Pontebba (UD), ha come fine la pratica e l'incremento delle attività dilettantistiche promosse dalla F.I.S.G. (Federazione Italiana Sport del Ghiaccio) con la quale è regolarmente affiliata nella sezione pattinaggio di figura. Tale fine viene attivato attraverso la promozione, la formazione di atleti e di squadre per la partecipazione a gare sportive, l'organizzazione di corsi e manifestazioni sportive del ghiaccio e non.

### Gruppo Sportivo Dilettantistico Val Gleris
L'attività del gruppo si concretizza, tramite i propri tesserati, nella partecipazione a competizioni sportive di sci nordico e di corsa in montagna. Cura l'organizzazione di corsi di nordic walking e di sci di fondo.

### S.S.D. Pontebbana
La squadra sportiva dilettantistica Pontebbana è la squadra di calcio del paese di Pontebba fondata nel 1948. Milita nel campionato carnico Prima Categoria della Regione Friuli Venezia Giulia.

#### Palmarès
- Campionato carnico

1952

### Impianti sportivi

#### Palaghiaccio "Claudio Vuerich" o PalaVuerich

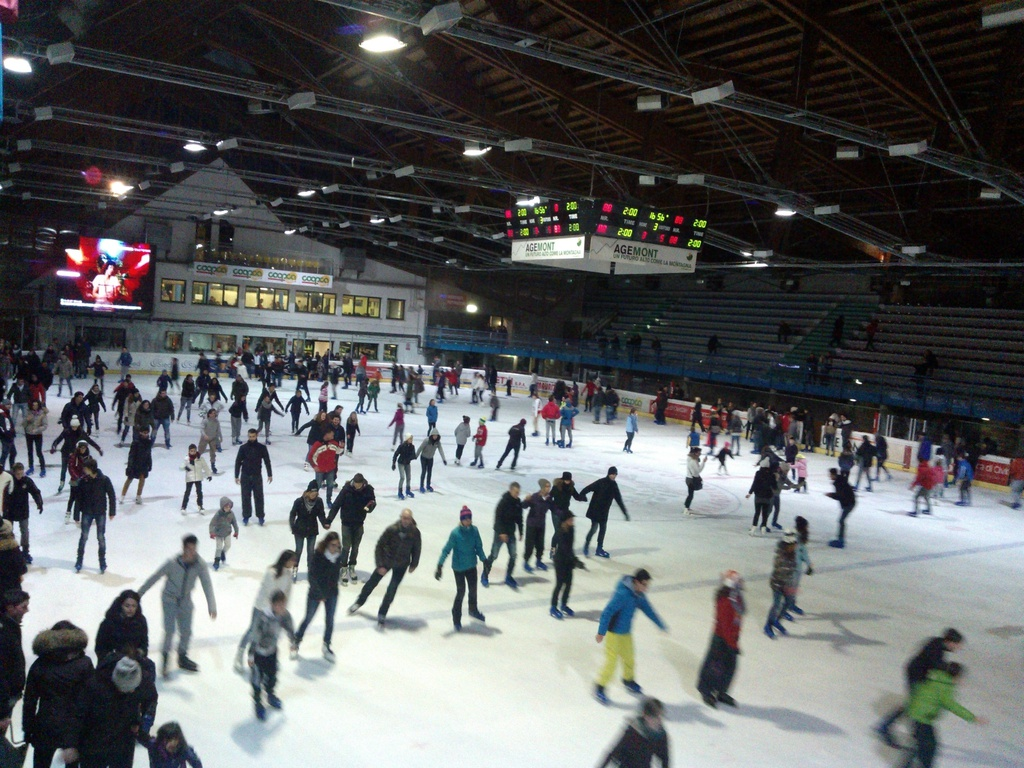
Pista di ghiaccio all'interno del PalaVuerich di Pontebba

Il "PalaVuerich" è lo stadio del ghiaccio di Pontebba, in Friuli-Venezia Giulia. Per verificare l'apertura al pubblico verificare sul sito del Palaghiaccio.
La struttura fu ultimata nel 2003 per poter ospitare gli incontri di hockey su ghiaccio della XXI Universiade invernale organizzata nella città di Tarvisio. È stata sede degli incontri casalinghi dell'Ice Hockey Aquile FVG, squadra che ha militato nella Serie A e vincitrice della Coppa Italia di Hockey su ghiaccio Anno 2003-2004, dal 2014 ospita gli incontri casalinghi dell'Hockey Club Pontebba Evergreen. Capace di ospitare fino a un massimo di 2 300 spettatori, la struttura è intitolata alla memoria di Claudio Vuerich, personalità del mondo hockeistico pontebbano.
Oltre alle partite di hockey su ghiaccio la struttura è utilizzata anche per eventi di pattinaggio artistico e di velocità.

## Galleria d'immagini

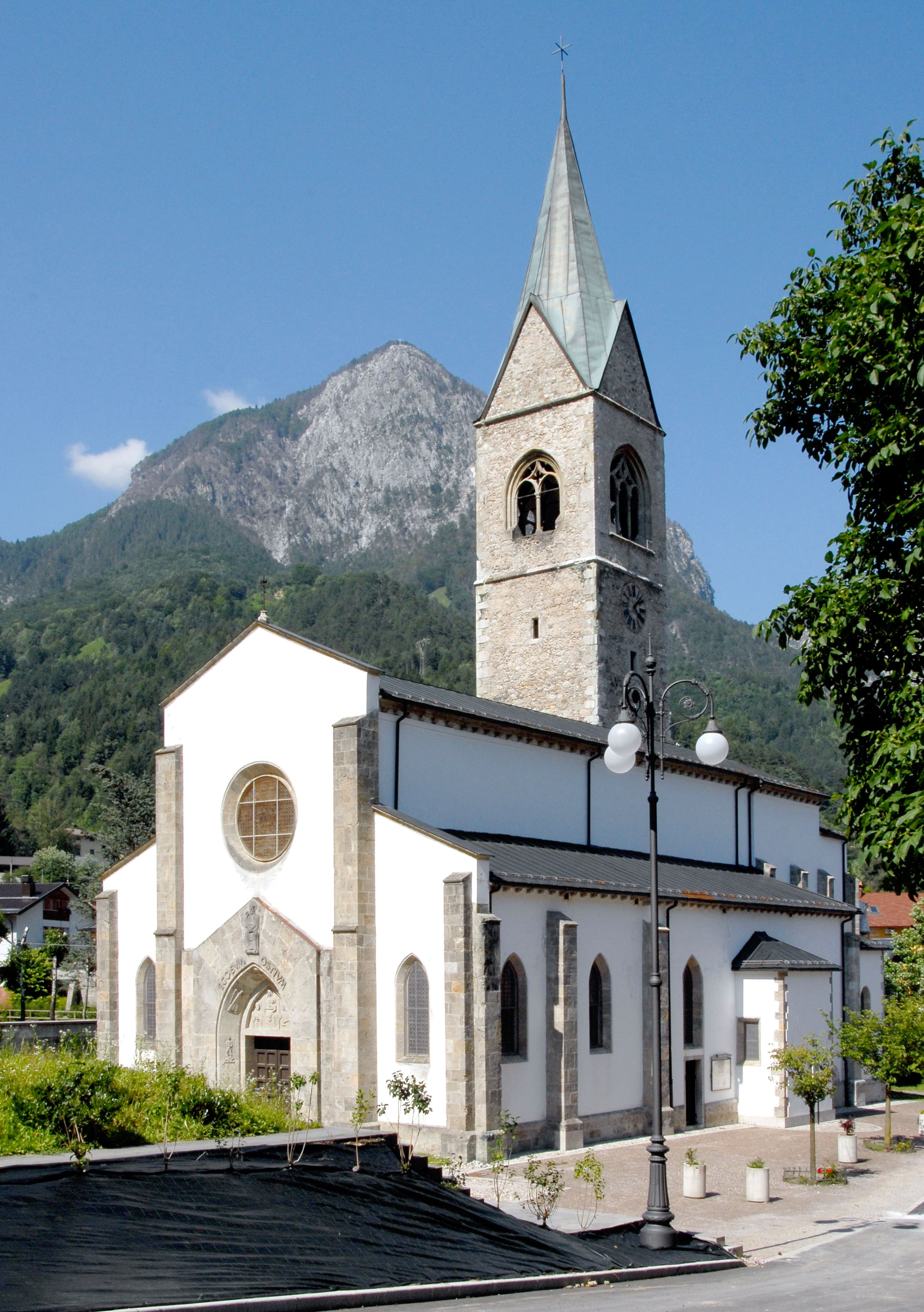
Pieve di Santa Maria Maggiore
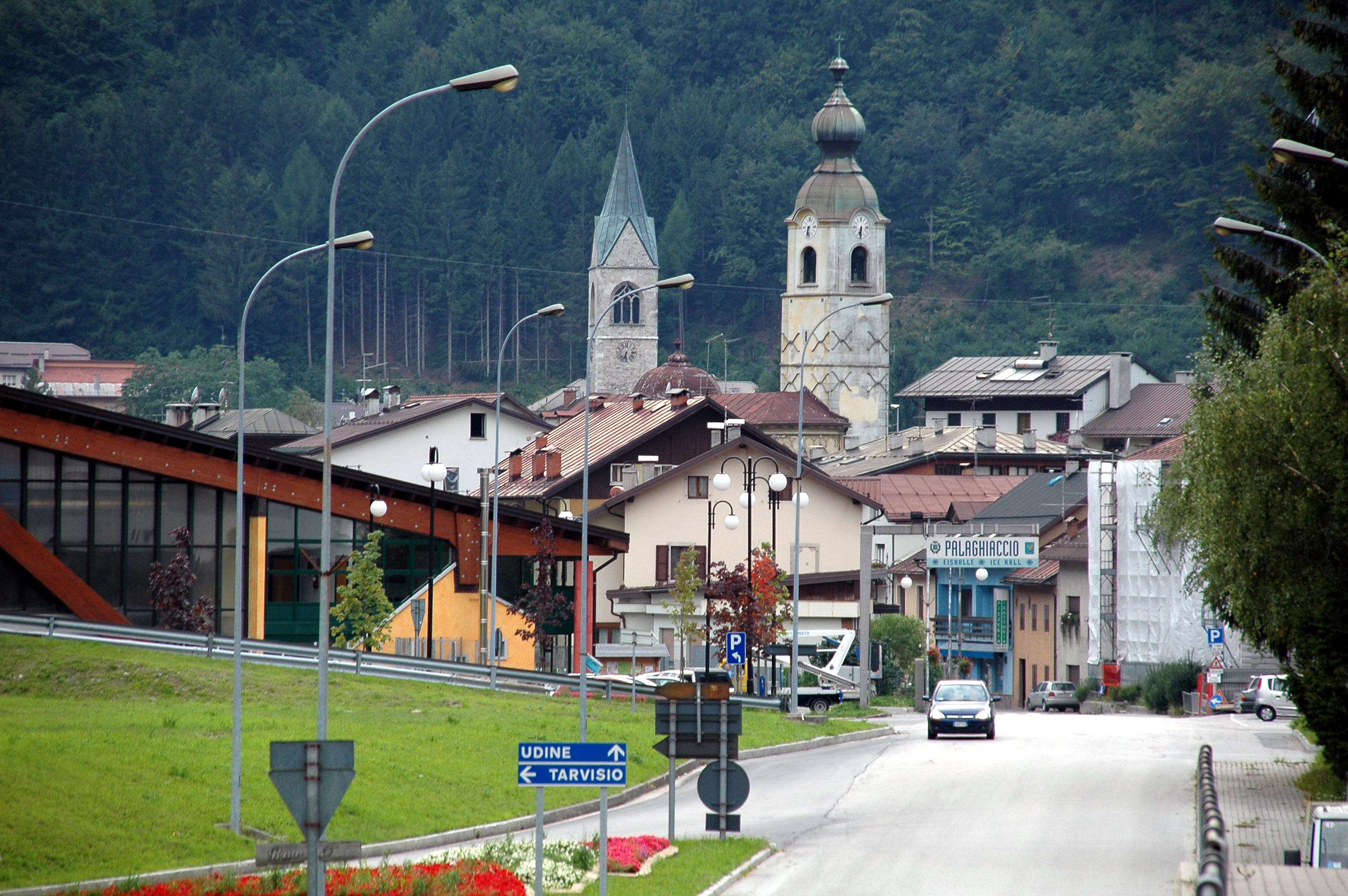
Nei pressi del Palaghiaccio
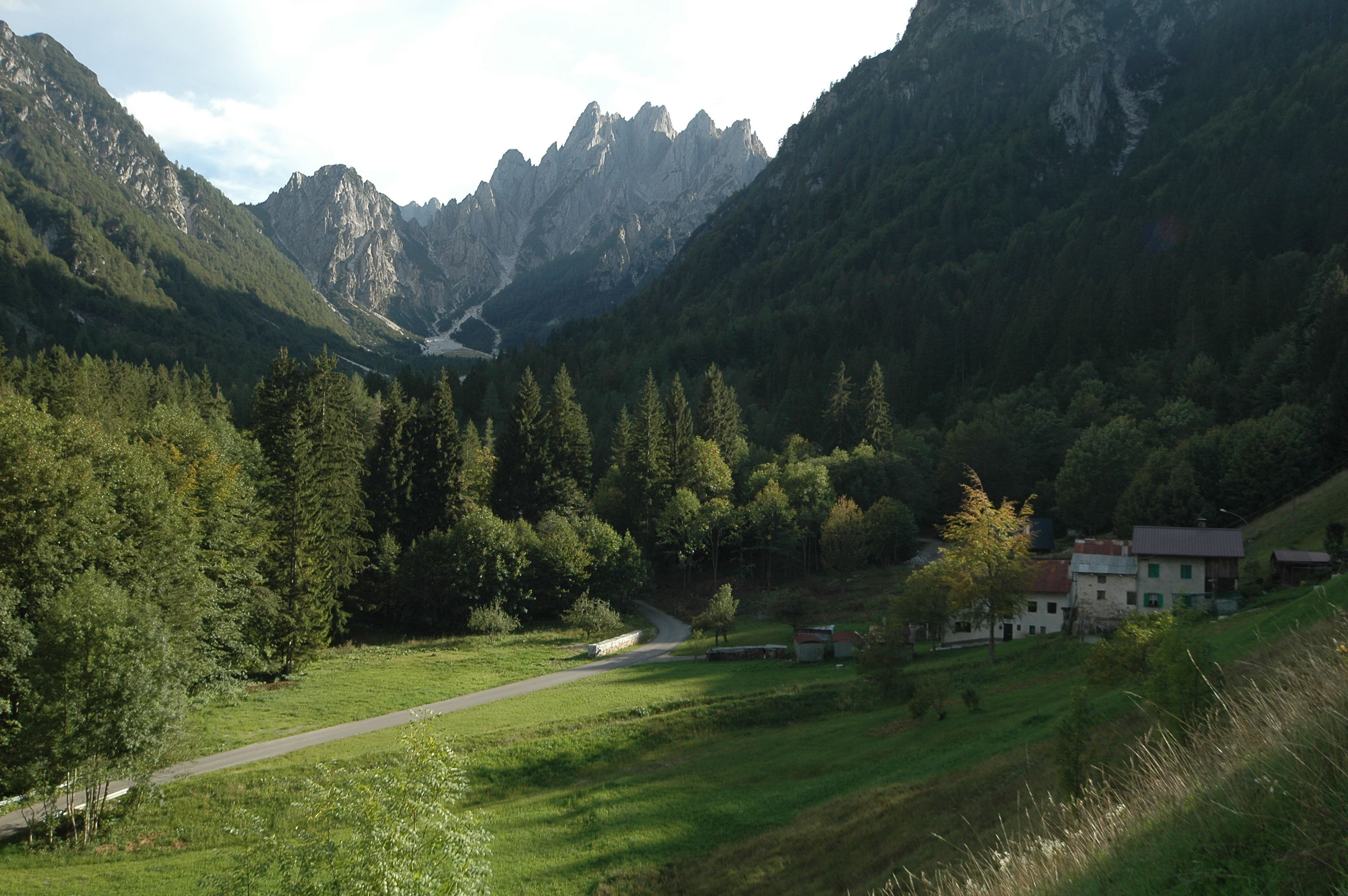
La frazione di Aupa
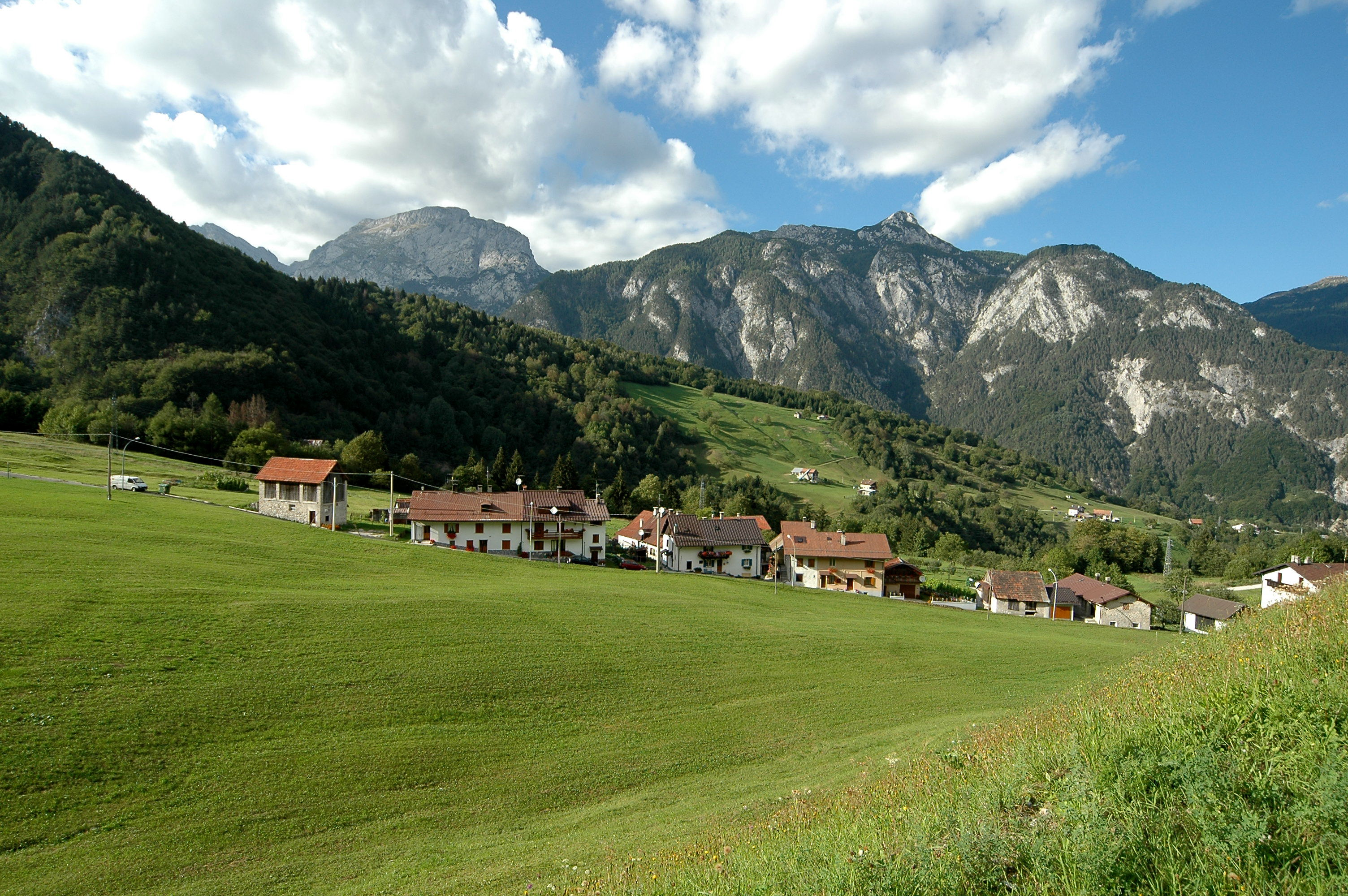
La frazione di Studena Alta
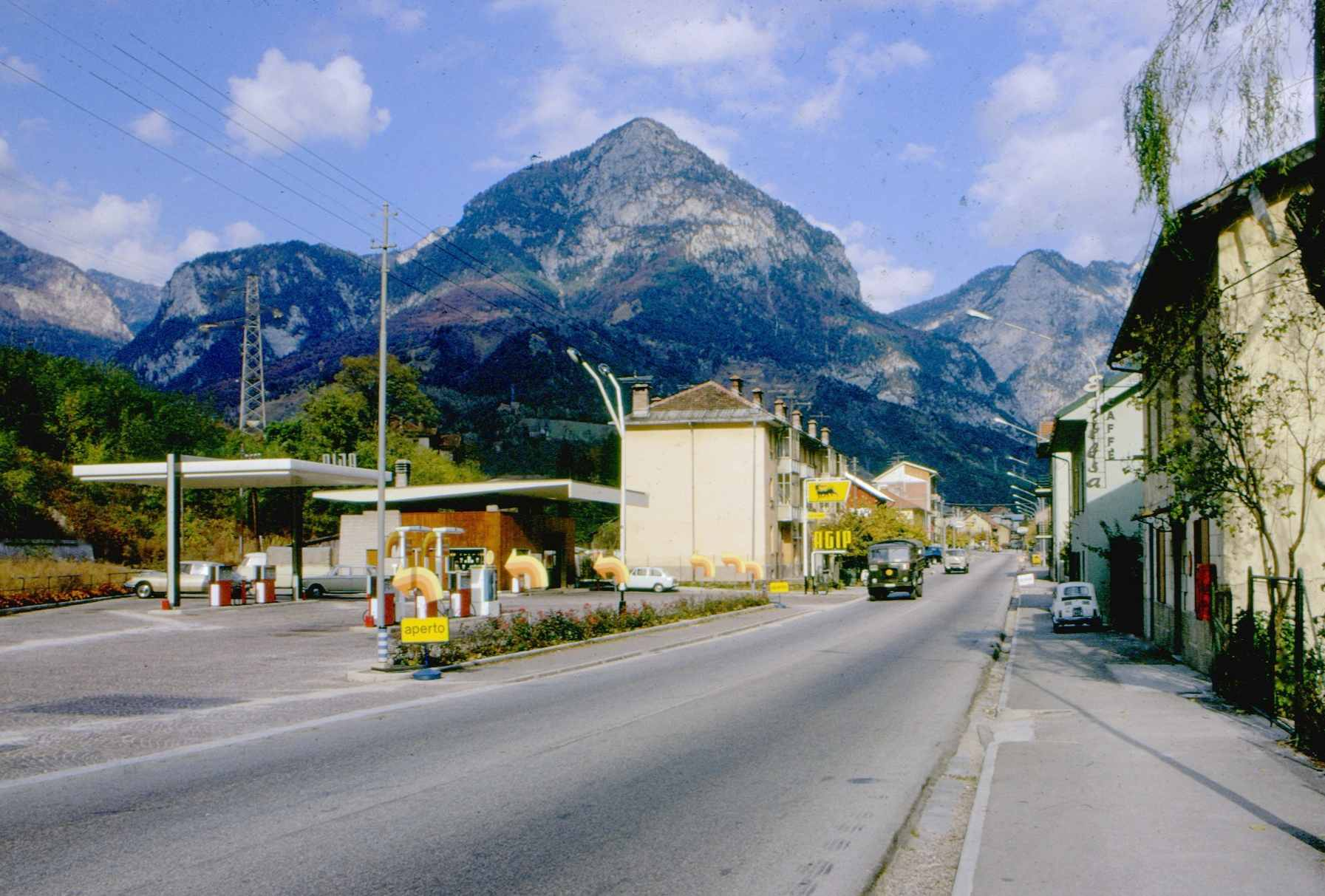
Paesaggio di Pontebba negli anni settanta
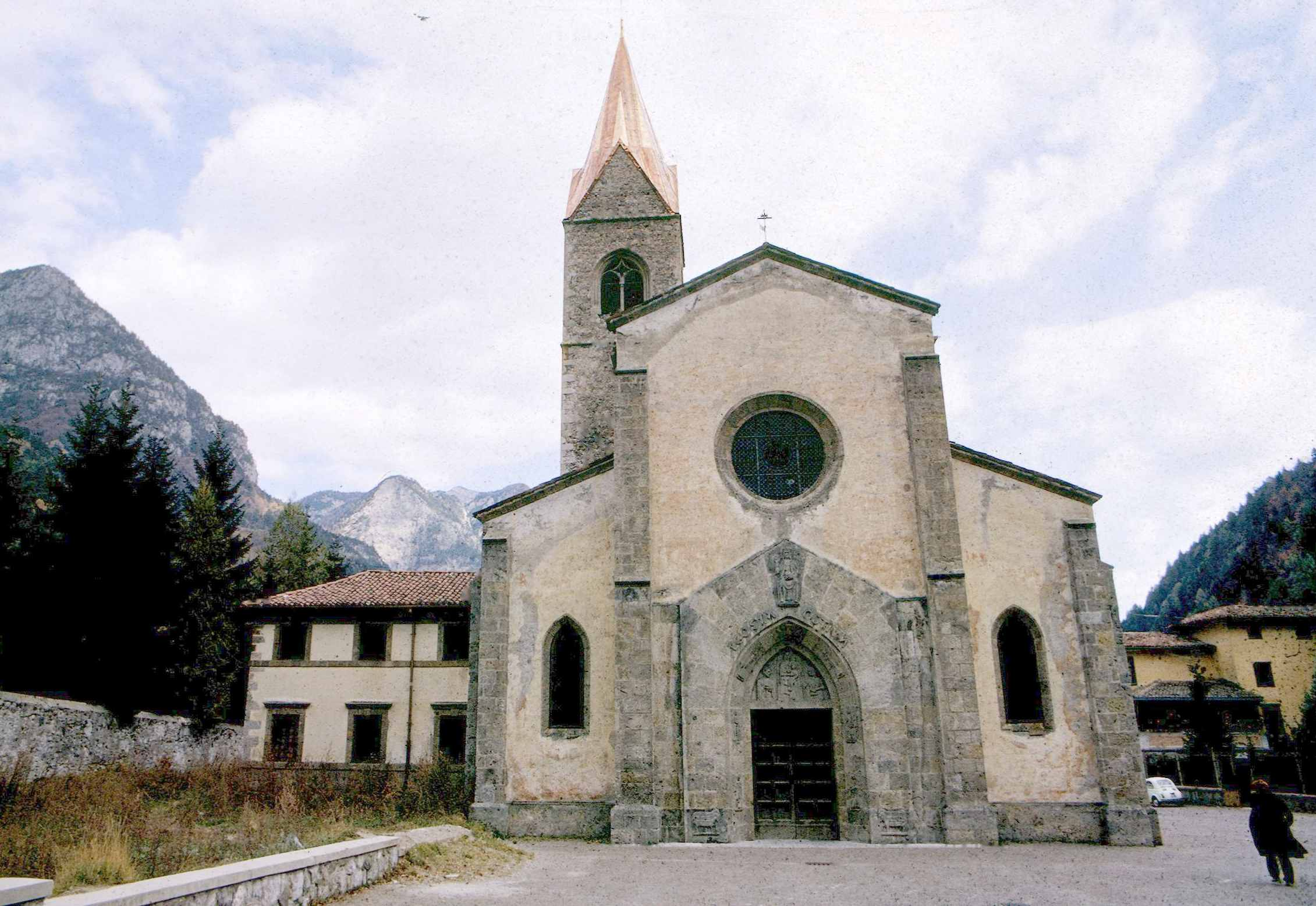
Chiesa parrocchiale di Pontebba negli anni settanta
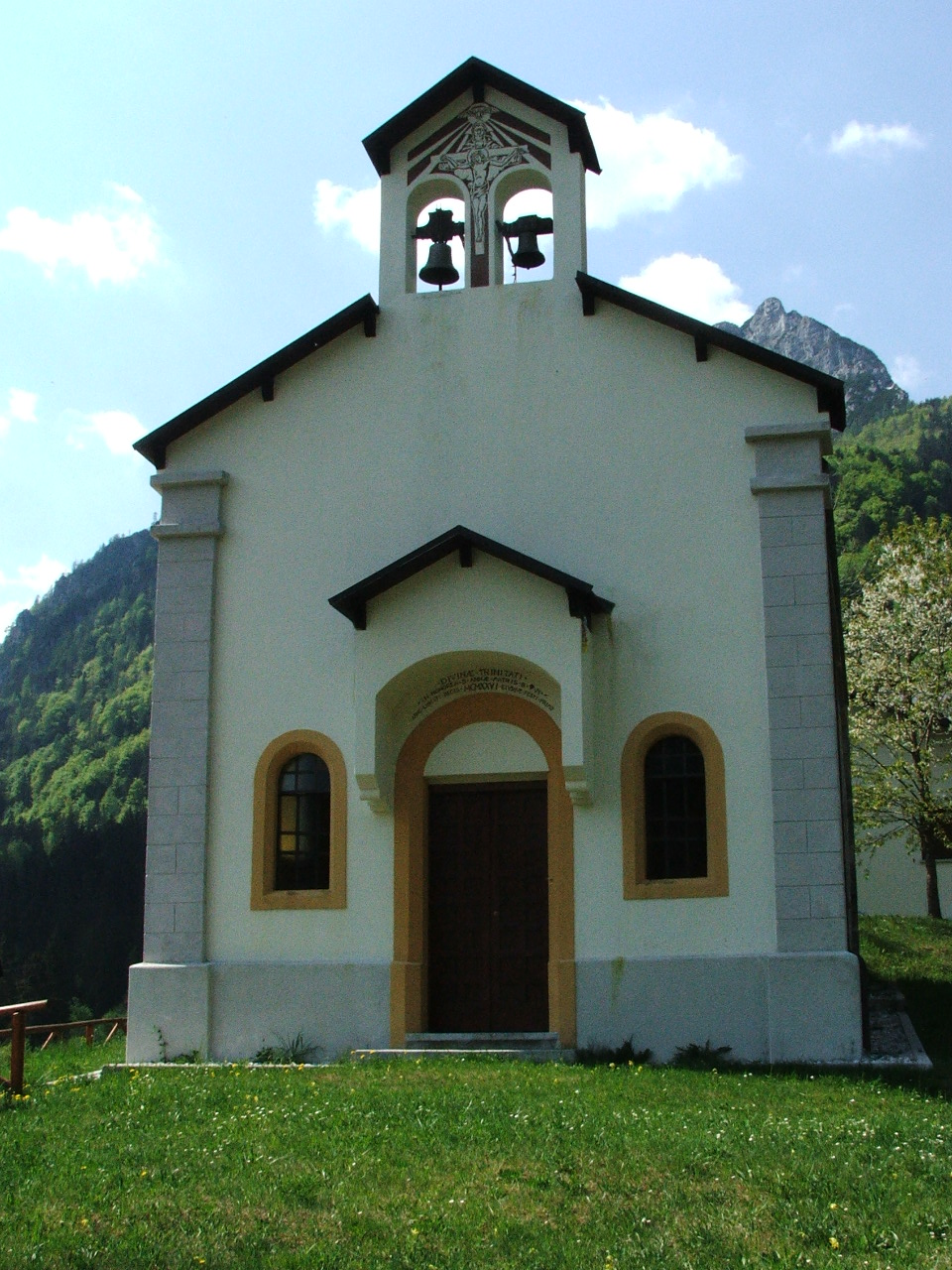
Chiesa di Sant'Anna in Aupa
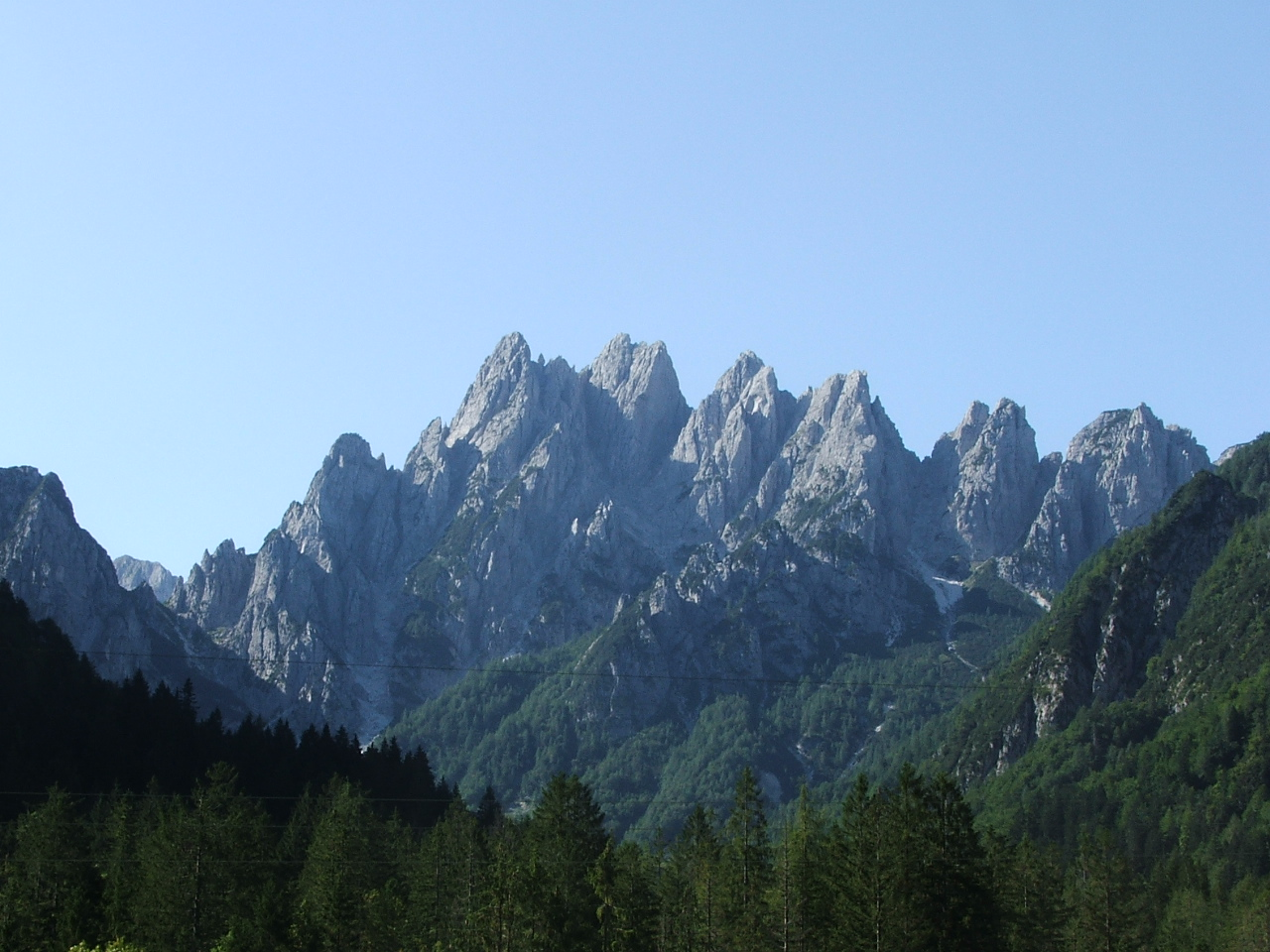
Veduta del Gruppo del Gleris dalla Frazione Frattis
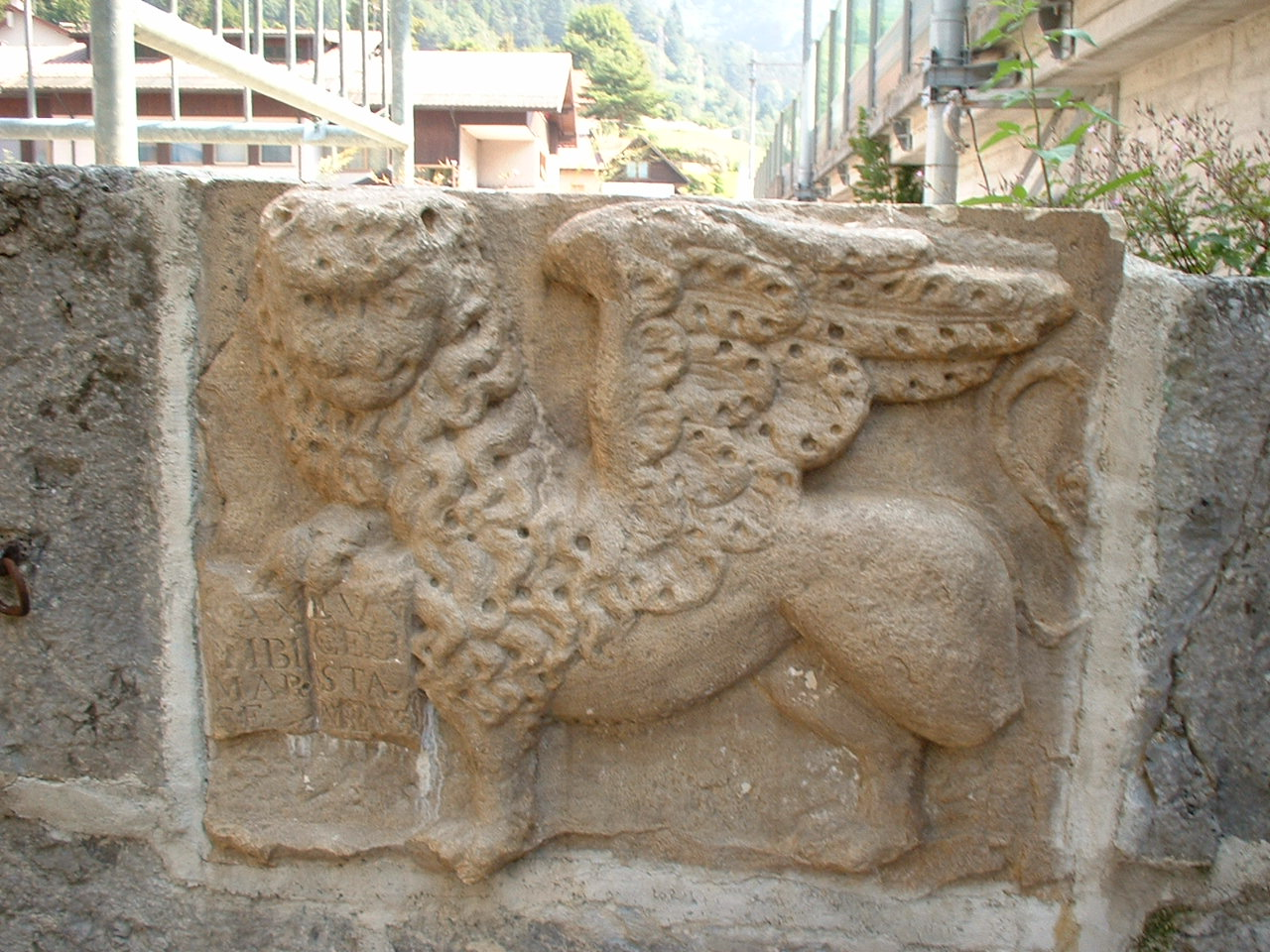
Il leone sulla rosta veneziana
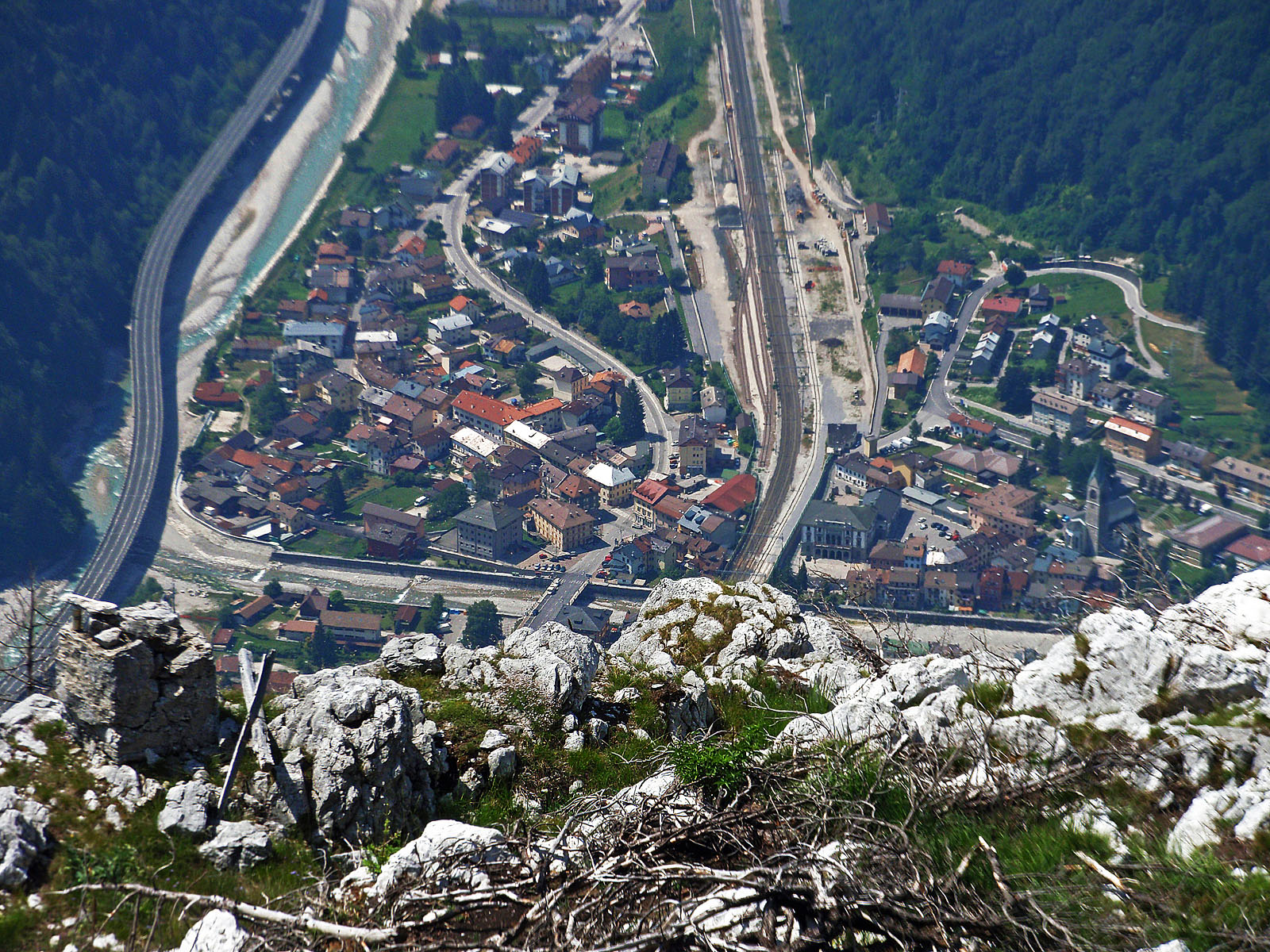
La vista dal Monte Brizzia